# Festung Marienberg
Die Festung Marienberg ist eine ehemalige Befestigung und ein ehemaliges fürstbischöfliches Schloss auf dem auch Frauenberg genannten Marienberg 100 Meter oberhalb des Mains in Würzburg in Unterfranken. Sie trägt auch den Namen Festung Unser Frauen Berg. Eine ältere Bezeichnung der bis ins 18. Jahrhundert als Sitz der ehemaligen Regierung des Hochstift Würzburgs dienenden Anlage war Schloss Marienberg.

## Lage
Die Festung wurde auf einer Bergzunge auf der linken Seite des Mains etwa 100 Meter über dem Fluss errichtet. Die Westseite ist die einzige flache Seite des Berges. Auf der Nordseite befinden sich die Gärten und Kleingärten, die im Zuge der Landesgartenschau 1990 angelegt wurden. Die beiden anderen Berghänge sind Weinberge. Der kleine Hang an der östlichen Flanke der Burg ist der Schlossberg, an der südlichen Flanke die Innere Leiste.

## Geschichte

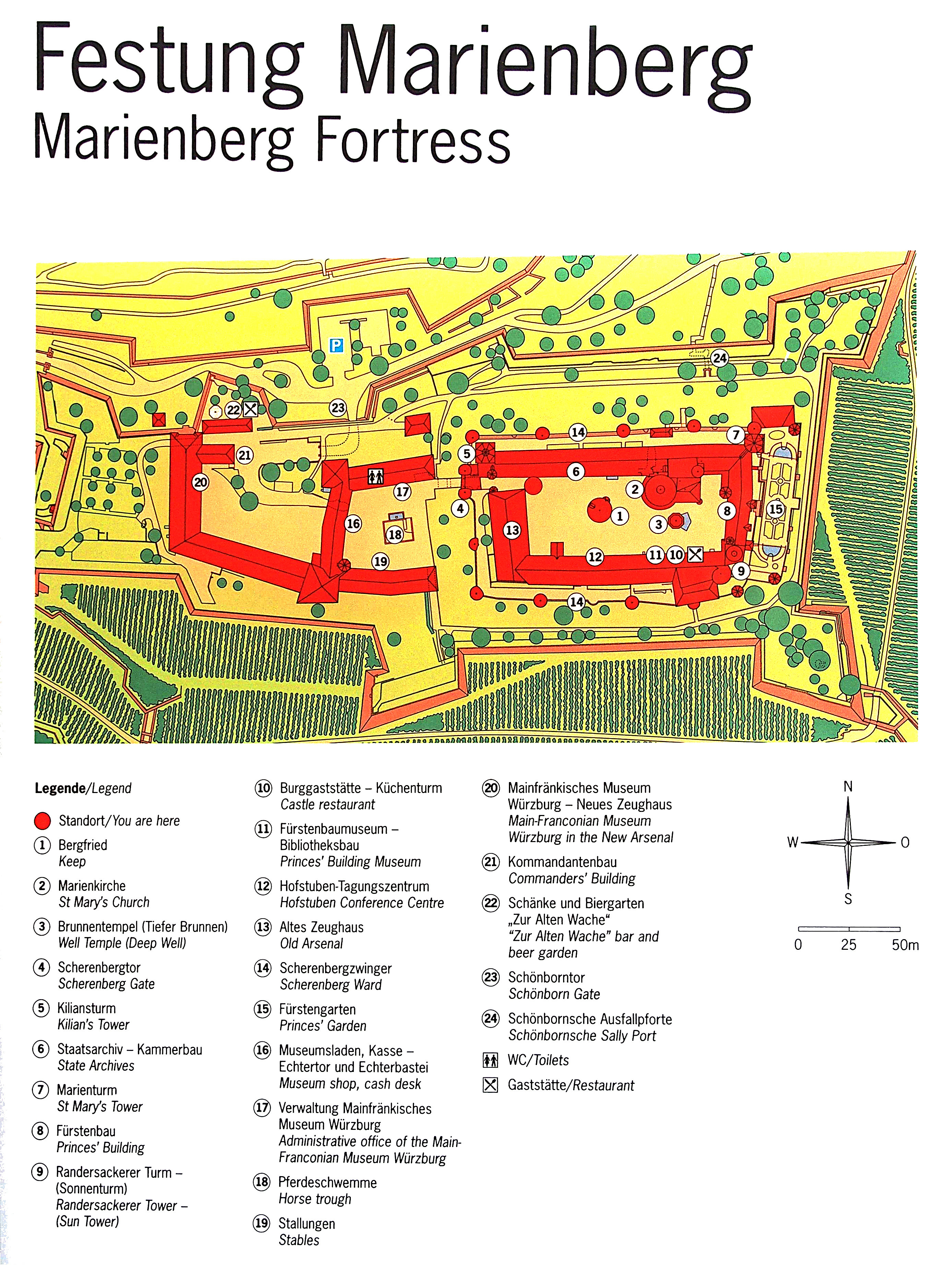
Übersichtsplan

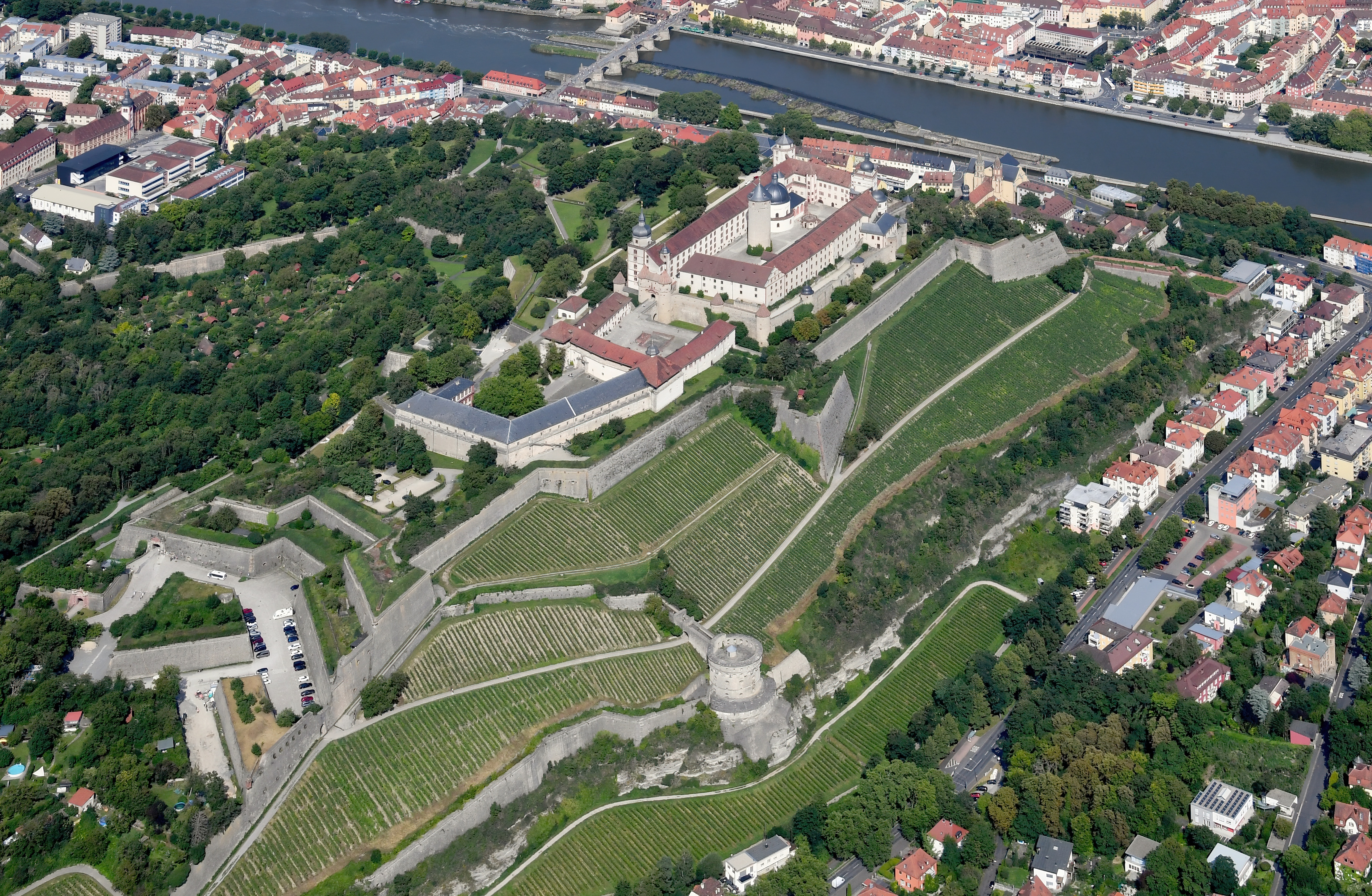
Luftbild der Festung Marienberg

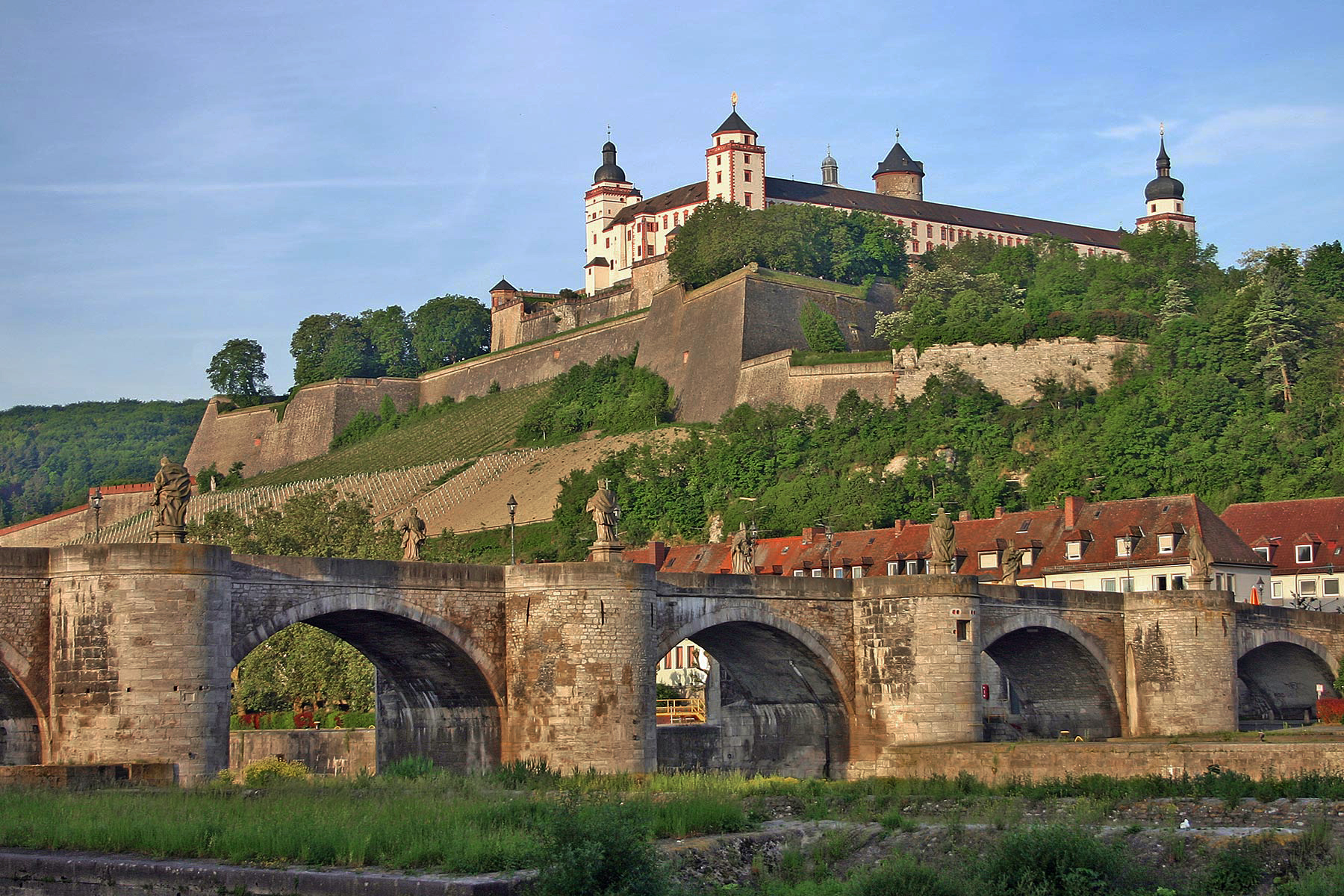
Alte Mainbrücke und Festung Marienberg

Bereits in der späten Bronzezeit (Urnenfelderkultur) und der frühen Eisenzeit (Hallstattzeit) befand sich hier eine befestigte Siedlung, deren Reste im Rahmen verschiedener Ausgrabungen angetroffen wurden. In den Denkmaldaten des BLfD, Aktennummer D-6-63-000-317, zur Festung Marienberg 239; Marienberg 240; Marienberg 241 wird angegeben: „keltischer Ringwall im 1. Jahrtausend v. Chr., fränkisch-thüringisches Herzogskastell seit dem frühen 8. Jh.“ Unbelegt ist hingegen die Bezeichnung des späteren Fürstensitzes als Segodunum. Laut den Ergebnissen einer Forschungsgruppe des Instituts für Geodäsie und Geoinformationstechnik der TU Berlin, liegen die umgerechneten und entzerrten Koordinaten bei 49° 23' und 9° 19', in 74850 Schefflenz. Der Ort liegt ca. 63 km südwestlich vom Marienberg. Würzburg erfüllt das 15 km Entfernungs-Kriterium der TU Berlin nicht. 
Nach der Völkerwanderung kamen im 6. Jahrhundert die merowingischen Franken. Um 700 stiftete Herzog Heden II. für seine Tochter Immina ein Kloster auf dem Würzburger Marienberg. Immina soll, laut der jüngeren Vita Burchardi aus dem 12. Jahrhundert, bis zur Gründung des Bistums Würzburg (im Jahr 742), über 40 Jahre lang dieses Nonnenkloster, mit der Marienkirche die älteste Kirche und Kloster Würzburgs, geleitet haben. Unterhalb der Festung, im Tal zum Main hin, befindet sich die Kirche St. Burkard. Vorher, ab ca. 748, stand dort ein Andreaskloster, dessen Kirche die älteste Kirche im Tal von Würzburg war.
Die Festung wurde im Laufe der Geschichte mehrfach umgebaut. Die ältesten noch erhaltenen Teile stammen aus dem frühen 11. Jahrhundert (kleine Marienkirche).
Vom Ende des 11. Jahrhunderts bis ins 13. Jahrhundert stellten Mitglieder der Familien von Henneberg die Burggrafen von Würzburg.
Um 1200 wurde bereits eine Burganlage mit Bergfried und tiefem Brunnen erbaut, das Palais des Konrad von Querfurt. Von 1253 bis 1719 war die Festung Marienberg die Residenz der Würzburger Fürstbischöfe.

### Bauernkrieg
Im Jahr 1525, während des Bauernkriegs, wurde die Festung Marienberg erfolglos berannt. Für die Anhänger des Bischofs Konrad II. von Thüngen blieb die Festung Rückzugspunkt im sonst verwüsteten Bistum Würzburg, bis schließlich Truppen des Schwäbischen Bundes und ein Heer des aus dem Exil zurückkehrenden Bischofs die militärisch schlecht organisierten Bauern besiegten. Die aufständischen Bauern erlitten eine schwere Niederlage vor den Toren der Stadt Würzburg.
Festungskommandant während der Belagerung durch die Bauern war Dompropst Markgraf Friedrich von Brandenburg (1497–1536). Er befehligte 18 Rotten, die planmäßig auf verschiedene Abschnitte der Festung verteilt waren, zusätzlich behielt er eine Eingreifreserve bei sich. Die Truppen waren rechtzeitig von Rotenhan aus den Burgbesatzungen von Werneck, Rothenfels, Homburg und Karlburg zusammengezogen worden. Insgesamt befanden sich 400 Personen auf der Festung, davon waren etwas über 240 waffenfähig. Zu den prominenten Personen gehörten Graf Wolf von Castell, der Domherr Hans von Lichtenstein, der Domherr Melchior Zobel von Giebelstadt, Hans von Grumbach, Otto Groß, Sigmund Fuchs, Hainz von Stein, Wolf von Fulbach, Matern von Vestenberg, Werner von Stetten, Sebastian Geyer, Lorenz von Hutten, Wendel von Lichtenstein, Andreas Stein von Altenstein, Georg Wemckdinger, Barthel Truchseß, Götz von Thüngen und Philipp Bernheimer. Zum Kriegsrat zählte der Hofmeister Sebastian von Rotenhan, Philipp von Herbilstadt, Eustachius und Bernhard von Thüngen, Carl Zöllner, Friedrich von Schwarzenberg, Hans von Bibra und Silvester von Schaumberg. Anwesend waren außerdem Dechant Johann von Guttenberg, Konrad von Bibra und noch weitere Würzburger Domherren.
Ein kleines Denkmal bei der Tellsteige am Hang der Festung Marienberg erinnert an die Haufen der Bauern und ihre Anliegen. Tilman Riemenschneider soll sich als Mitglied des Stadtrates auf die Seite der Bauern gestellt haben und wurde deshalb auf der Festung Marienberg nach dem Zusammenbruch des Aufstandes für sechs Wochen inhaftiert. Das historische Gasthaus Hof zum Stachel in der Gressengasse war damals ein Treffpunkt der aufbegehrenden Bürger und Bauern und für Eingeweihte am Morgenstern (Stachelkugel) als Wirtshausschild zu erkennen.

### Belagerung im Deutschen Bauernkrieg

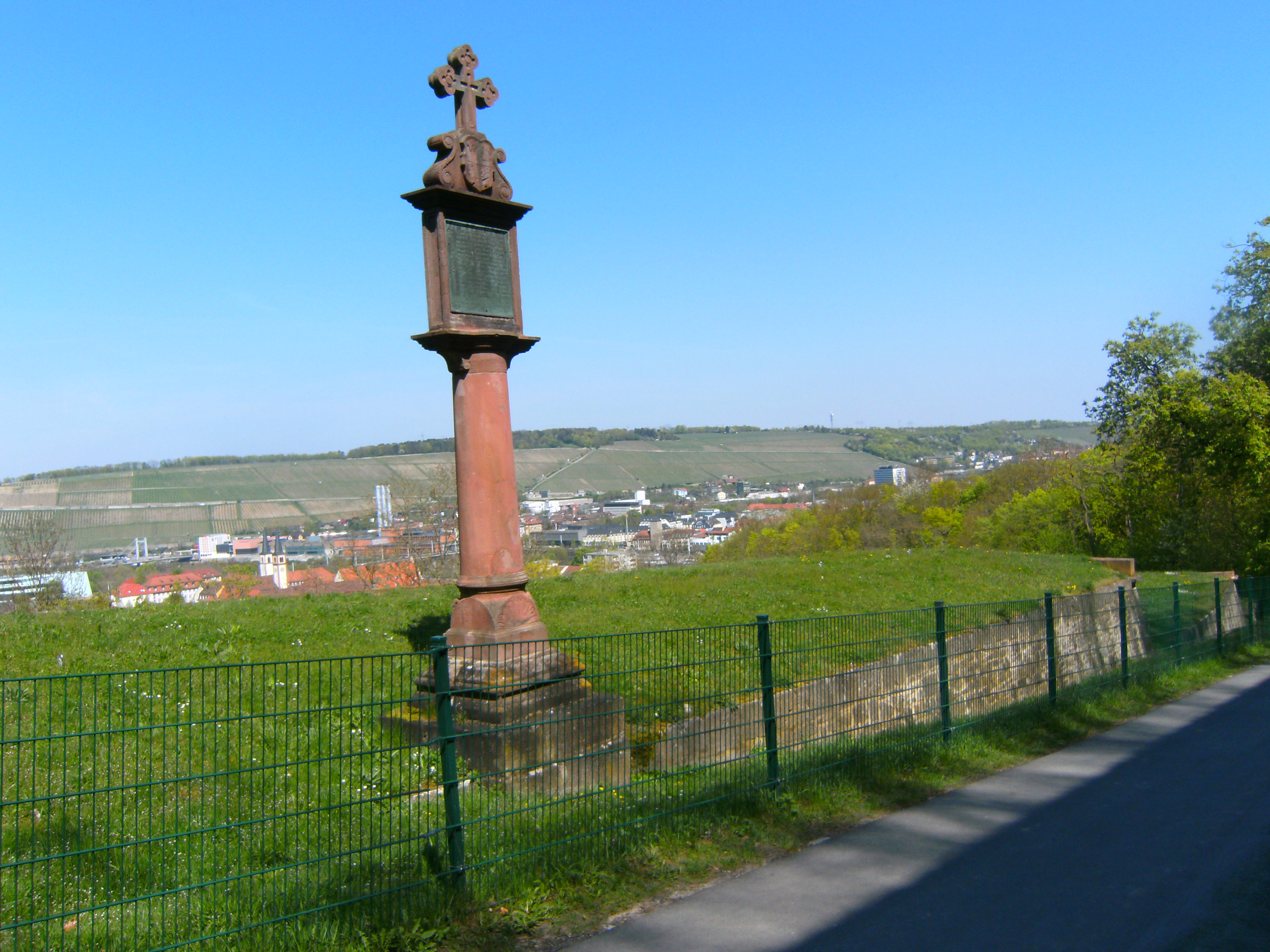
Festung Marienberg, Würzburg: Gedenkkreuz, Denkmal vor den Festungsmauern

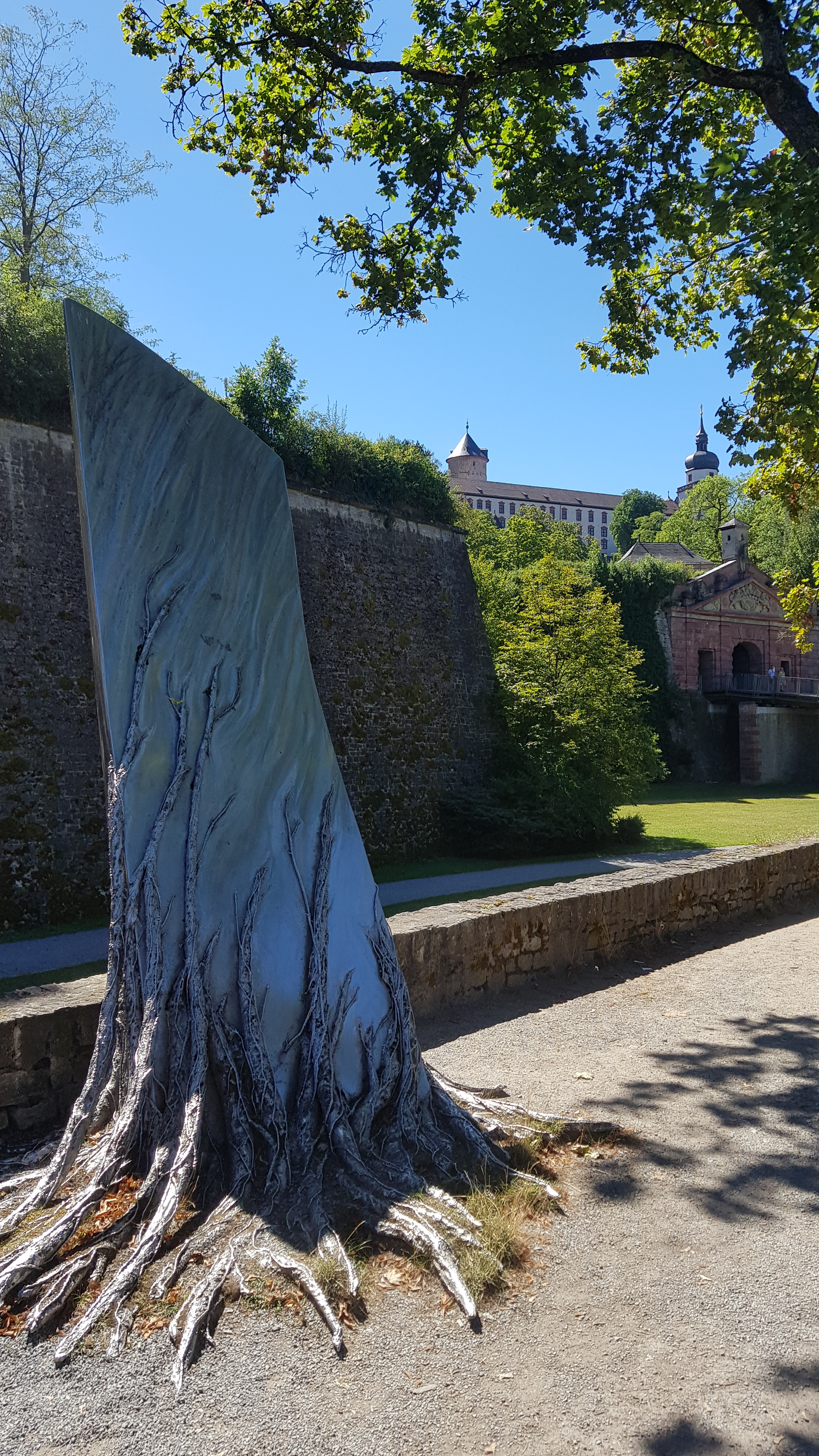
Bauernkriegsdenkmal auf der Festung Marienberg

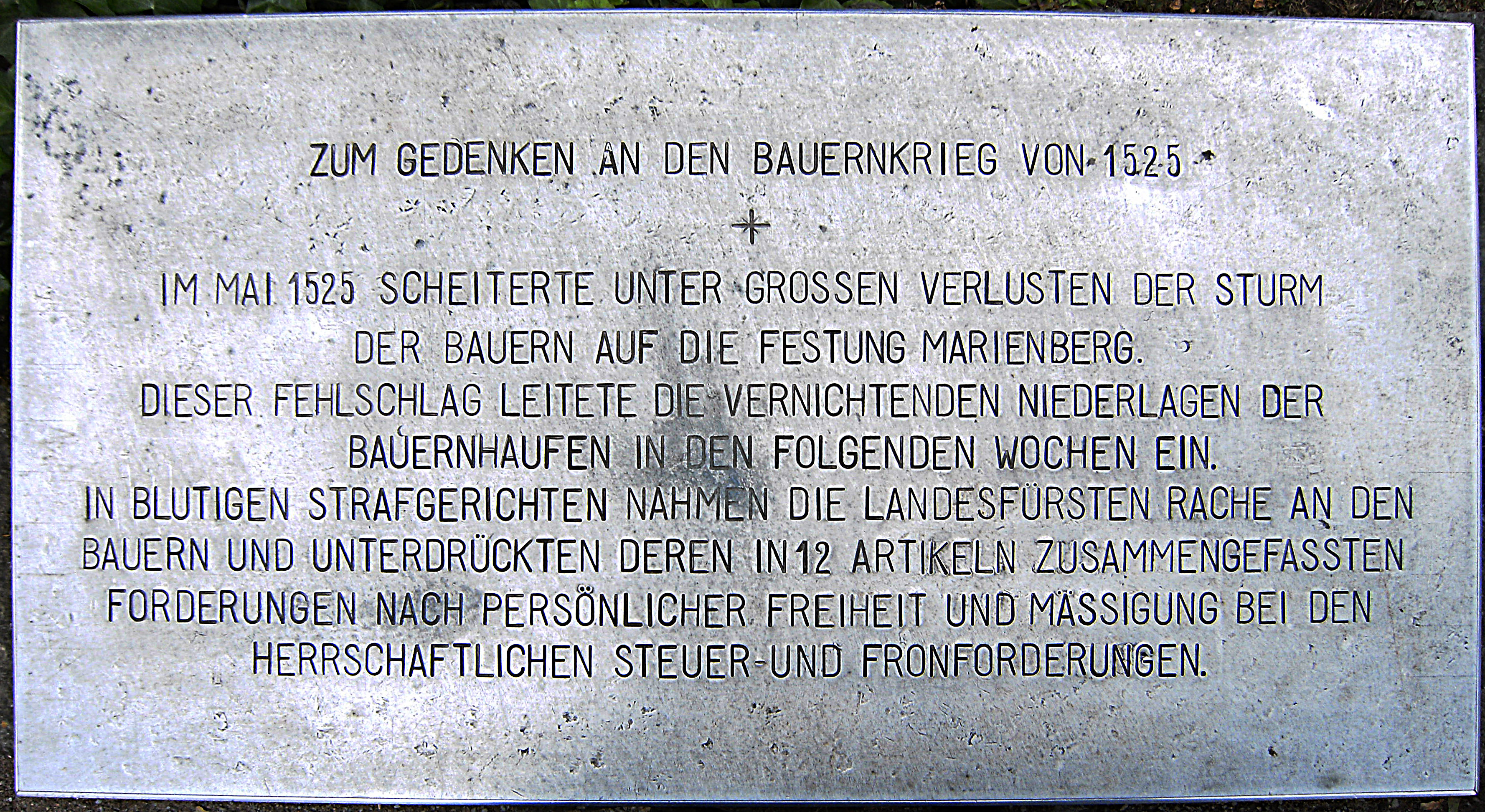
Festung Marienberg, Würzburg: Erinnerung an den Bauernkrieg, Erinnerungstafel beim Denkmal vor den Festungsmauern.

Während des Deutschen Bauernkriegs kam es 1525 im Hochstift Würzburg zu flächendeckenden Aufständen des Gemeinen Mannes, an welchem sich auch einige Vertreter des (niederen) Adels beteiligten, beispielsweise Graf Georg von Wertheim. Der damals amtierende Fürstbischof von Würzburg, Konrad II. von Thüngen, hatte sich bereits am 6. Mai 1525 fluchtartig abgesetzt, als die aufständischen Bauern sich der Stadt näherten (die Bauern hatten schon seine Stammburg in Thüngen geplündert). Die Stadt Würzburg schloss sich am 8. bzw. 9. Mai 1525 dem Aufstand an. Auf Seiten der Würzburger beteiligten sich vor allem die „Häcker“ (Arbeiter im Weinanbau) und die von Würzburger Bürgern aufgestellte „Sicherheitswacht“: „… die zwar anfangs viel Unfug verhinderte, dann aber selbst kräftig beim Plündern mitmachte.“ „Aber wol gedenncken, das der pauern uffruhr den meisten theil uss den steten khome …“ „Allein im Würzburgischen wurden 63 Burgen geschleift.“ Darüber hinaus wurden 31 Klöster im Hochstift Würzburg geplündert, darunter bspw. die Klöster Ober- und Unterzell sowie Himmelspforten. Heutige Schätzungen gehen von ca. 15.000 Belagerern aus. Der zeitgenössische Würzburger Stadtschreiber Martin Cronthal schätzte die Zahl der Angreifer auf 38.000. Zu den angreifenden Kommandeuren gehörten Florian Geyer und Götz von Berlichingen. Sebastian von Rotenhan hatte als Befehlshaber auf dem Marienberg 240 bis 250 wehrfähige Männer zur Verteidigung dieser letzten Burg im Hochstift unter seinem Kommando, die er in 18 Rotten aufteilte. Jede dieser Rotten musste 4 Mann als taktische Reserve stellen.
Die zu verteidigende Fläche maß ca. 45 m × 100 m, wobei die Längsseite sehr nahe an der Ost-West-Achse und die Breitseite auf der Nord-Süd-Achse lagen. Die heutige Bezeichnung „Festung“ ist für den damaligen Entwicklungsstand der Anlage wehrtechnisch nicht korrekt. Es handelte sich zu diesem Zeitpunkt vielmehr um eine „Burg“. Es war ein konzentrisches Fortifikationssystem, das auf einem Hügelrücken lag und nach drei Seiten abfallende Hänge hatte und nur von Westen aus mehr oder minder ebenerdig erreichbar war. Mittig in der Fläche war der heute noch stehende Bergfried mit einer Höhe von ca. 40 m, welcher von einer rechteckigen Ringmauer mit den obigen Maßen umgeben war, die zugleich auch die Schlossanlage war. Diese Ringmauer (= Schlossanlage) war wiederum von einer Zwingmauer mit dem ursprünglichen Namen „Wolfskeelscher Bering“ umgeben, später Scherenbergring genannt. (Jeweils nach den für Bauten verantwortlichen Fürstbischöfen Otto II. von Wolfskeel 1333–1345 und Rudolf II. von Scherenberg 1466–1495 benannt.) Der Scherenbergring war mit Rundtürmen auf Höhe der Waffentechnologie und bot sowohl gegen Beschuss durch schwere Waffen besseren Widerstand als veraltete eckige Türme und ermöglichte zugleich den Verteidigern, das davor liegende Gelände durch entsprechende Schießscharten zu bestreichen, ohne dass angreifende Truppen in toten Winkeln ungestört operieren konnten.

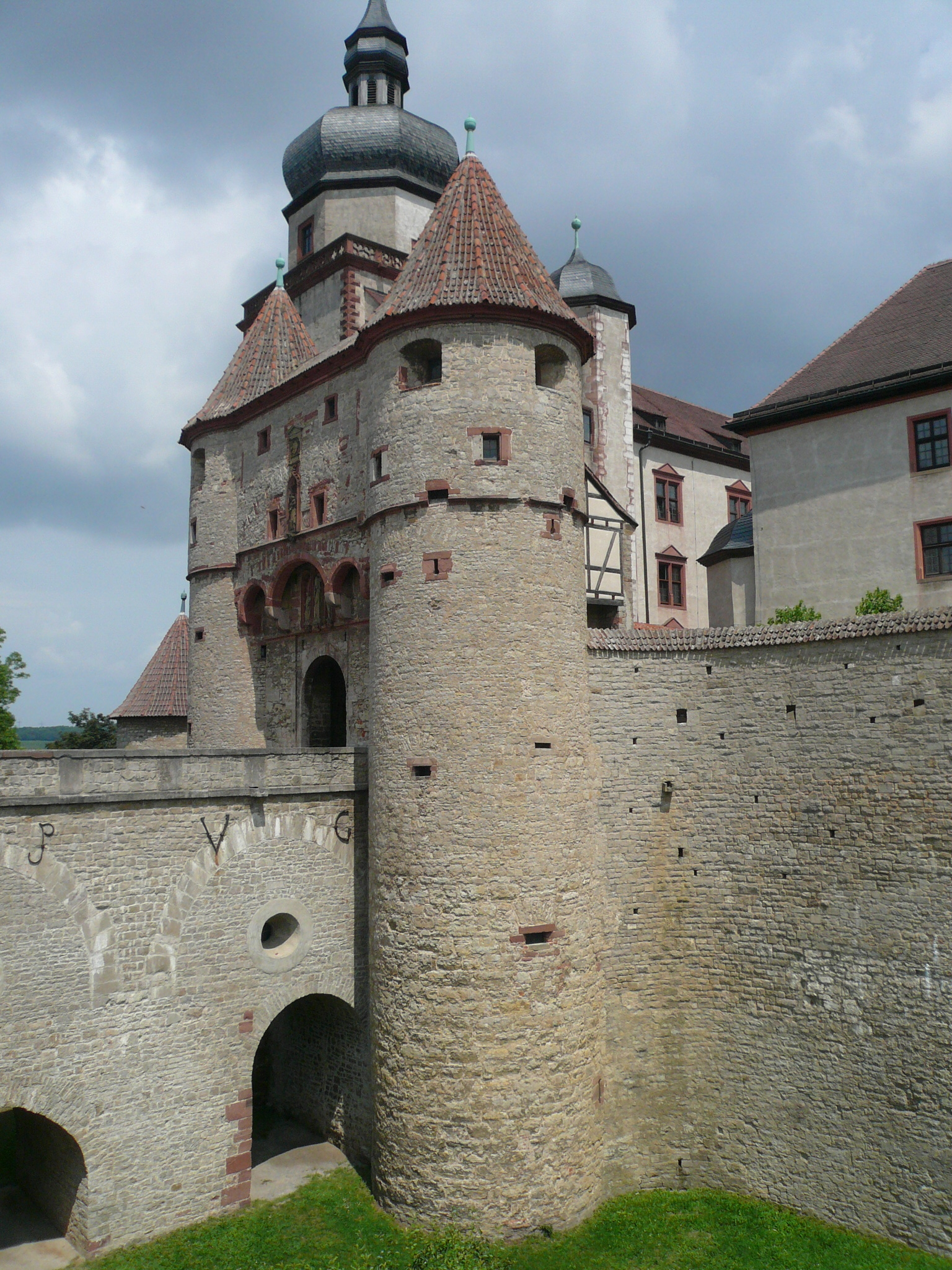
Toranlage des Rudolf von Scherenberg

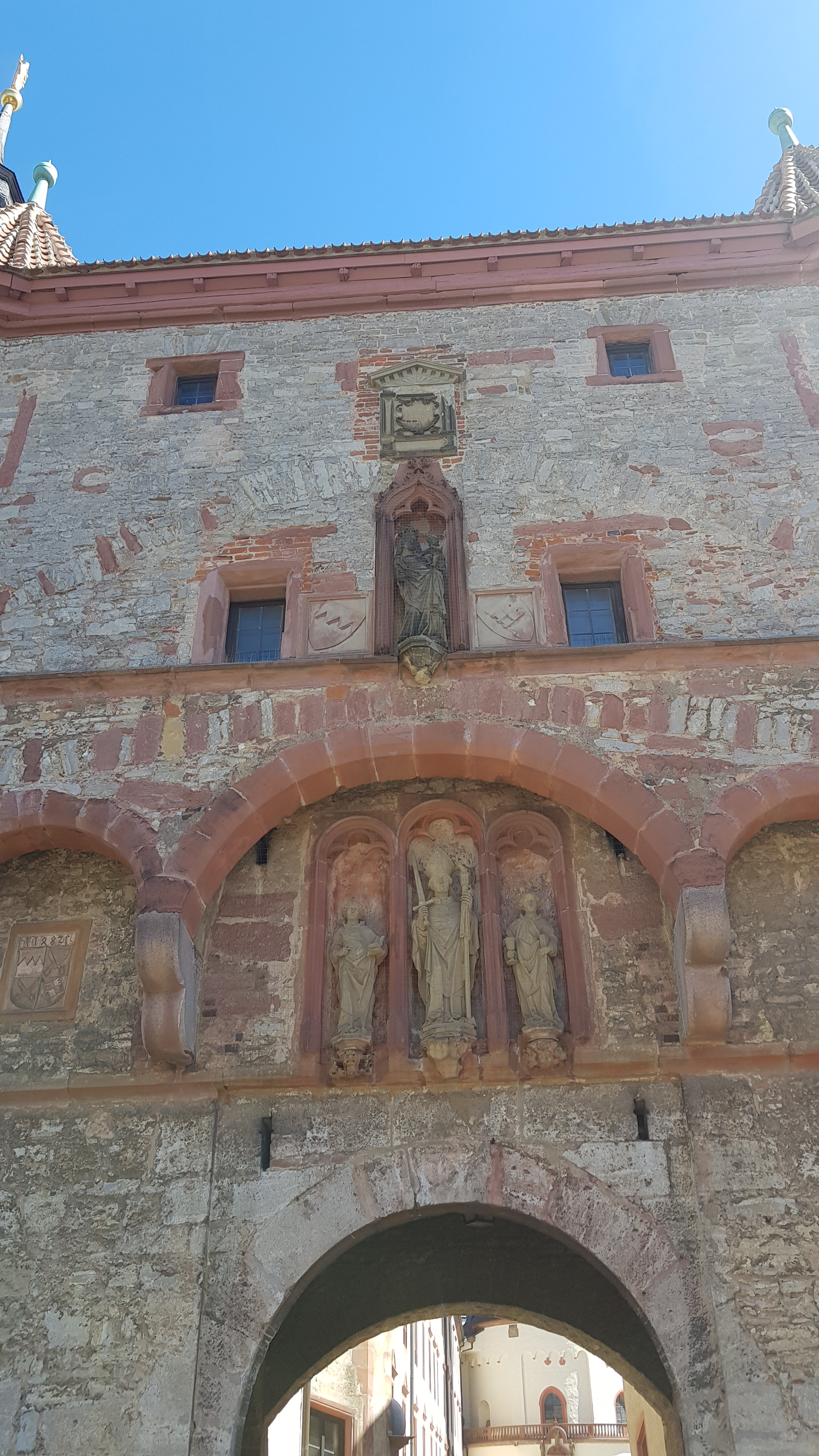
Die drei Frankenapostel Kilian, Kolonat und Totnan am Scherenbergtor

Die geographische Schwachstelle (nach Westen) war durch das heute noch existente Scherenbergtor und einen davor liegenden Halsgraben geschützt.
Der vorausschauende (Kartograph) Sebastian von Rotenhan hatte schon früh mit der Herstellung der Verteidigungsbereitschaft begonnen. Es ist überliefert, dass am 20. April 1525 der Bürgermeister und einige Ratsherren der Stadt Würzburg auf dem Marienberg vorstellig wurden, um sich über den Grund für diese Maßnahmen zu erkundigen. Sichtbares Element dieser Verteidigungsbereitschaft war vor allem die Abholzung der Hänge und eines heute nicht mehr vorhandenen Lustgartens im nordöstlichen Bereich des Geländes. Aus diesem Holz wurde ein Palisadenwall außerhalb des Scherenbergrings errichtet. Darüber hinaus wurden zusätzliche Schießscharten in Mauern und Türme gebrochen. Zu den nicht von außen sichtbaren Elementen dieser Verteidigungsbereitschaft zählte vor allem die Aufmunitionierung der Burg mit „Feuerwerk“ (Pech und Schwefel) und das Brechen von Verbindungsgängen innerhalb des Burggeländes, welches den Verteidigern zum späteren Zeitpunkt erlaubte, bei Alarm sehr viel schneller die zu verteidigenden Punkte der Burg zu erreichen bzw. mit zusätzlichen Kräften zu verstärken. (Vergleichbar mit modernen Fallschirmjägertaktiken bspw. bei der Belagerung von Bastogne im Dezember 1944.) Sebastian von Rotenhan ließ zu diesem Zweck auch in allen Himmelsrichtungen Alarmglocken anbringen. Weitere Maßnahmen waren die Umfunktionierungen der „Ratsstube“ (gen Norden) und des „Haferbodens“ (gen Osten) zu Geschützstellungen.
Die eigentliche Belagerung begann mit Truppenbewegungen am 13. Mai 1525: Zunächst wurde das Festungsgelände eingeschlossen. Im Norden, dem Mainviertel aus Richtung Zell kommend, lagerten die Karlstädter Bauern, welche später vom Odenwälder Haufen verstärkt wurden. Im Westen, in Höchberg, lagerte seit dem 7. Mai der Odenwälder Lichte Haufen. Im Süden der Schwarze Haufen, die Truppen von Florian Geyer, aus Richtung Heidingsfeld und Eibelstadt kommend. Im Osten unterhalb des Marienbergs verläuft der Main, jenseits des Mains liegen Teile der Stadt Würzburg. Die Forderung der Übergabe der Festung und weitere Bedingungen (Annahme der Zwölf Artikel der Bauern; 100.000 Gulden; Schleifung der Anlage) wurden abgelehnt.
Am 14. Mai 1525 wurde um 4 Uhr morgens vom südlich gelegenen Nikolausberg das Feuer auf die Festung Marienberg eröffnet. Zusätzliche (städtische) Geschütze wurden südöstlich in der Nähe von St. Burkhard unterhalb der Festung errichtet. Der bäuerlichen Artillerie gelang es jedoch nur den äußeren Palisadenzaun in Mitleidenschaft zu ziehen, weil die Schussdistanz von etwa 550 m für die damals verwendeten Feldschlangen zu groß war. Das potentiell gefährliche „Rothenburger Geschütz“ wurde von den Bauern nicht rechtzeitig herbeigeschafft. Die Besatzung der Festung Marienberg ließ sich nicht provozieren und eröffnet stattdessen gegen 6 Uhr morgens das Feuer gegen die Mainbrücke, um diese Verbindungslinie zu stören. Weitere Ziele der Festungsartillerie waren das Deutsche Haus (Richtung Norden) und der Judenplatz (Richtung Osten / heute Marktplatz), um Menschenansammlungen in diesen Bereichen aufzulösen. Der Main konnte von den Bauern und den Städtern nur noch über einen hölzernen Ponton überquert werden, der in Reaktion auf den Beschuss unterhalb der Mainbrücke errichtet wurde.
Der Beschuss verursachte beträchtlichen materiellen Schaden in der Stadt und wurde zur psychischen Belastung. Die Bauern entschlossen sich am 15. Mai für einen nächtlichen Überraschungsangriff auf die wichtige Geschützstellung auf der Mainseite der Festung, um „zu versuchen, ob man die Schanzkorb gegen die Statt und die Buchsen dohinter herab möcht reissen.“ Der Palisadenzaun fiel, aber die Verteidiger behaupteten sich mit Schusswaffen, Pech und Schwefel, Steinen und kochendem Wasser. Die meisten Kämpfe fanden wohl im nordöstlichen Teil („gein der Täle“ = Hohlweg von der Stadt beginnend im Bereich der Mainbrücke hoch zur Festung) der Wehranlage statt. Martin Cronthal berichtet jedoch auch von Toten im (Hals-)Graben, die „jemmerlich zerhauen und darin begraben wurden“, der nach Westen ausgerichtet ist. Bei der Masse der Angreifer liegt ohnehin nahe, dass um die ganze Wehranlage herum gekämpft wurde. Der Lärm des Kampfes war bis in die Stadt zu hören. Unter den Bürgern machte sich die Stimmung breit, dass man nicht zulassen dürfe, dass die „christlichen Brüder“ so „jemmerlich“ zu Grunde gehen. Es traute sich jedoch niemand aus der Stadt den Angreifern beizustehen, weil die Nacht „stockfinster“ und das „Geschies so groß“ war.
Den Bauern gelang es bei einem zweiten Sturm, für kurze Zeit Teile der Vorhofumfriedung (heute Echterscher Vorhof mit Pferdetränke) einzunehmen. Sie wurden jedoch schnell zurückgeworfen. Hierbei handelte es sich jedoch keineswegs um einen militärisch sensiblen Bereich, der auch nicht zum Kernbereich gehörte, sondern lediglich um eine Einfriedung für ein Kohlelager und Unterkünfte für 21 Handwerker und sonstige Arbeiter. Selbst wenn die Bauern die Position hätten halten können, wäre noch der Halsgraben, die Zwingmauer und die Ringmauer zu überwinden gewesen und das aus einer Position, die permanent unter Beschuss genommen und nur über lange und leicht störbare Nachschubwege erreicht werden konnte. Insgesamt fielen bei diesen Angriffen ca. 200 Bauern.
Die Bauern legten nach den fehlgeschlagenen Stürmen zwei Schanzen im Bereich der „Täle“ an, die jedoch kein Offensiv-Potential entwickeln konnten und nur unzureichend Schutz gegen die von Rotenhan angelegten Geschützstellungen im Osten („Haferboden“) und Norden („Ratsstube“) des Festungsgeländes boten. Zeitlich nicht genau feststellbar ist der schnell aufgegebene Versuch einiger Bauern im Bereich von St. Burkhard einen Tunnel in den Marienberg zu graben und diesen zu sprengen.
Am 18. Mai 1525 versuchten die Bauern erneut mit zusätzlichen Geschützen vom Nikolausberg aus die Festung sturmreif zu schießen. Dieses Mal erwiderte von Rotenhan das Feuer und bestrich die gegnerischen Stellungen mit einer solchen Intensität, dass deren Bedienungen soweit in Deckung gehen mussten, dass eine Fortsetzung des Duells für die Bauern nicht möglich war. Die Belagerung endete am 23. Mai mit dem Abzug der Neckartaler und Odenwälder Haufen und der anschließenden Fahnenflucht des Götz von Berlichingen am 28. Mai 1525 endgültig.
Die eigentliche Eskalation der Gewalt begann jedoch erst im Anschluss an die fehlgeschlagene Belagerung, als das Entsatzheer des Schwäbischen Bundes unter Führung des Bauernjörg in der Region eintraf. Am 2. Juni 1525 kam es bei Königshofen (ca. 30 km südsüdwestlich von Würzburg) zu einer Schlacht gegen ca. 7.000 Bauern, bei der ca. 6.000 Bauern fielen. Die enorme Ausfallquote von 85 % auf Seiten der Bauern ergab sich aus einem Zusammenspiel von Führungsschwäche und dem Aufbrechen der taktischen Disziplin. Die Bauern bewegten sich trotz einer günstigen räumlichen Ausgangsposition im Angesicht des Feindes planlos rückwärts und wurden von der feindlichen Kavallerie niedergemacht. Am 4. Juni 1525 wiederholten sich die Ereignisse von Königshofen bei Giebelstadt (ca. 15 km südlich von Würzburg). Hier wurde ein bäuerliches Heer von 4.000 bis 5.000 Mann aufgerieben.

### Neuzeit
Nachdem ein Brand (ausgelöst durch den Fürstbischof Friedrich von Wirsberg) am 22. Februar 1572 Teile der Burg mit der Hofbibliothek zerstört hatte, wurde ab 1573 unter dem neuen Fürstbischof Julius Echter von Mespelbrunn die Umgestaltung des Zentrums fürstbischöflicher Gewalt im Hochstift Würzburg. zu einem Renaissanceschloss betrieben, das sich in der damaligen Form erhalten hat und die Silhouette der Stadt Würzburg mitbestimmt. Zunächst waren Reparaturen am stadtseitigen Fürstenbau vorgenommen worden und ab 1575 beriet der aus Ypern stammende Architekt Georg Robin den Fürstbischof beim Wiederaufbau des Westflügels, des alten Zeughauses und der inneren Burg. Im Südflügel ließ Julius Echter 1579 seine neue, später berühmtgewordene Bibliothek einrichten.

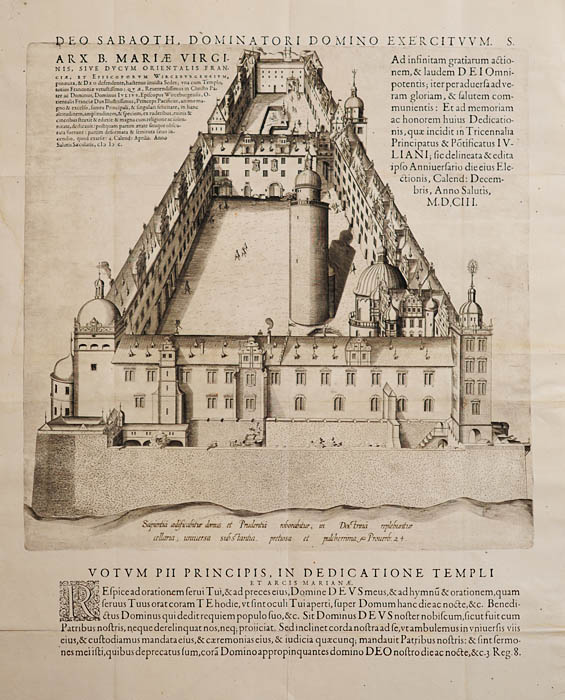
Der Bischofssitz Marienberg mit für die niederländische Renaissance typischen Zwerchhausgiebeln, Kupferstich von Johann Leypolt (1603)

 Als vierflügelige Renaissance-Schlossanlage mit 17 (im 19. Jahrhundert wieder verschwundenen) Zwerchhausgiebeln stellte sich die Burg dar, nachdem nach einem weiteren Brand 1601 bis 1607 auch der Nordtrakt mitsamt der Marienkirche und dem Brunnenhaus nach Plänen des Nürnberger Architekten Jakob Wolff restauriert worden sind.
Im Dreißigjährigen Krieg eroberten die Schweden unter Gustav II. Adolf die Festung am 18. Oktober 1631. Eine Übermacht von 12.000 Angreifern erstürmte den Marienberg und überwältigte eine Garnison von 600 spanischen Soldaten, die meist ohne Pardon getötet wurden, wobei die Schweden auf die Gräueltaten in Magdeburg verwiesen. Die Schweden machten reichlich Beute, da sich viele Schätze der Region in der Festung befanden. Kaum 60 Jahre nach ihrer Gründung wurde die Hofbibliothek des Fürstbischofs Julius Echter vom Schwedenkönig 1631 konfisziert und als Kriegsbeute der Universität Uppsala zugewiesen. In den Kriegswirren erreichte aber nur ein Bruchteil der Bestände Schweden.
Im August und September 1632 weilte die schwedische Königin Maria Eleonora von Brandenburg auf der Festung. Ihr Tross von 1000 Reitern lagerte währenddessen bei Himmelspforten und musste dort verpflegt werden.
Gustav Adolf ließ seinen Ingenieur Freytag einen Plan zur Modernisierung der Festung erarbeiten, die während der gesamten Besatzungszeit ausgebaut wurde. Vor den Graben des Nordwestturms der Echterbastei wurde ein Hornwerk errichtet und ersetzte den vorherigen Halbmond. Den Aufgang schützte zusätzlich ein „Neues Werk“ im Tal. Zwischen den nach Norden gerichteten Halbbastionen (Hörner) des Vorwerks lag ein Zugang zur Burg, der an einer Halbbastion vorbeiführte, die zugleich als Wachposten diente. Wegen des spitzen Winkels hieß er das „Scharfe Eck“.
Nachdem ihre Herrschaft in Süddeutschland 1634 nach der Schlacht bei Nördlingen kollabierte und die Stadt von kaiserlichen Truppen besetzt wurde, verteidigten die Schweden den Marienberg zunächst, übergaben ihn aber 1635 an den Würzburger Bischof. Die Verhandlungen leitete der Regensburger Bischof Albert von Toerring-Stein, den die Schweden seit 1633 auf der Festung gefangen hielten. Nach Abzug der Schweden geschah der Umbau zur barocken Festungsanlage durch die zurückgekehrten fränkischen Fürstbischöfe. Johann Philipp von Schönborn (1642–1673) und seine Nachfolger ließen zahlreiche weitere militärische Befestigungen und Bastionen errichten. Auch die Stadt wurde mit Bastionen geschützt. Insgesamt wurden Mauern auf zwölf Kilometer Länge angelegt.

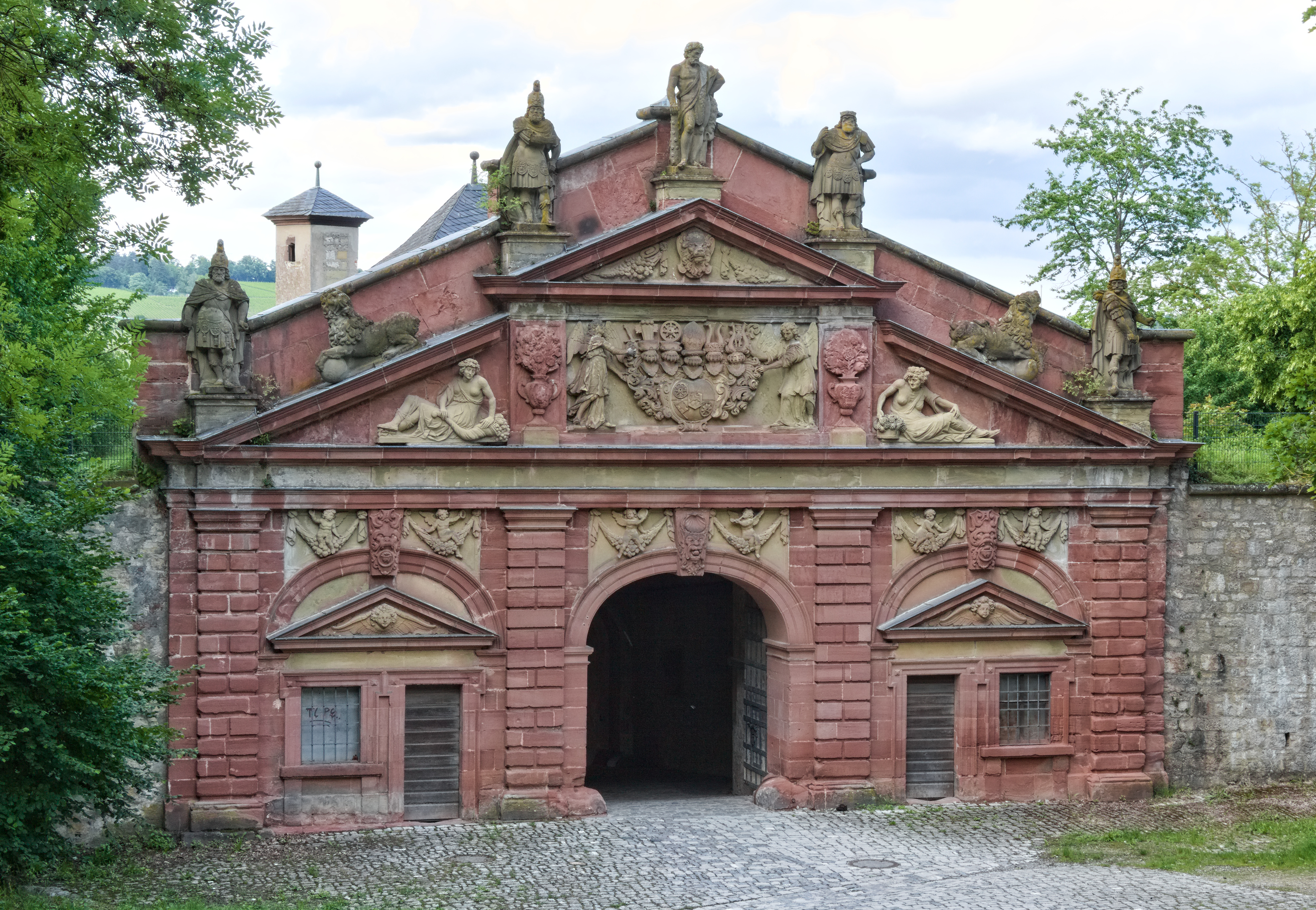
Neutor (Innenfassade)

Als „neuer“ Zugang zum fürstbischöflichen Schloss wurde 1652/1653 von Johann Philipp Preuß das Neutor fertiggestellt. Der reiche ornamentale und figürliche Schmuck der Sandsteinfronten stammt wohl von Zacharias Juncker d. J., ist jedoch im 20. Jahrhundert weitgehend erneuert worden. Das Neutor zeigt Motive zur Regierung des Landesherrn, wie etwa Anspielungen auf den unter Beteiligung von Johann Philipp von Schönborn wenige Jahre zuvor erfolgten Westfälischen Frieden.
Neben dem Bergfried im Inneren der Burg befindet sich ein Brunnenhaus, in dem sich der 102 Meter tiefe Festungsbrunnen befindet. Er wurde um 1200 ausgeschachtet und wird durch zwei Quellen sowie durch Sickerwasser gespeist. Der Brunnen ist bis zu einer Tiefe von 75 Meter gemauert und danach in den Felsen gehauen. Der Schacht hat oben einen durchschnittlichen Durchmesser von zwei Meter und erweitert sich an der Sohle auf bis zu vier Meter. Bis 1600 erfolgte die Wasserförderung mit einer Winde und einem Tretrad.
Der Fürstengarten wurde erstmals 1523 erwähnt und im Wesentlichen von Johann Philipp von Schönborn (1605–1673) angelegt. Es war seinerzeit noch eine mittelalterlich geprägte Gartenanlage. Von 1699 bis 1719 erhielt er unter Fürstbischof Johann Philipp von Greiffenclau zu Vollraths seine heutige Form. Die Figuren schuf ursprünglich Jakob von der Auwera. Heute stehen hier Nachbildungen.

Johann Philipp von Greiffenclau hatte bereits zu Beginn seiner Amtszeit 1699 weitere Wiederherstellungsarbeiten des fürstbischöflichen Schlosses beginnen lassen. So erfolgte eine Neuausstattung der als Schlosskapelle dienenden Marienkirche. Inzwischen nicht mehr vorhandene (Akanthus-)Stuckaturen von Räumen der teils überreich ausgezierten Bischofswohnung wurden von dem Schweizer Franziskaner Kilian Staufer und dem Lombarden Giovanni Pietro Magno (1655 –um 1723) mit seinem Gehilfen Giovanni Battista Clerici (1673–1736) geschaffen (Die Reste einer von Pietro Magno geschaffenen Dekoration haben sich im südlichen Pavillon des Fürstengartens erhalten). Das „Äußeres Höchberger Tor“ genannte Tor des 1708 vermutlich von Andreas Müller (1667–1720) erbauten Ravelins „Teutschland“ zeigt in seinem Rahmen kanonenförmige Säulenschäfte mit Reliefdarstellungen der Heiligen Johannes und Philippus, den Namenspatronen des Fürstbischofs.
Der Maschikuliturm wurde ab 1724 errichtet.
Maria Renata Singer von Mossau wurde als Gefangene auf der Festung Marienberg festgehalten, sie gilt als letztes fränkisches Opfer der Hexenverbrennungen.
Im Mainfeldzug 1866 nahm die preußische Armee den Marienberg, der als königlich bayerische Festung diente, unter Feuer. Der Beschuss löste einen heftigen Brand auf dem Marienberg aus, doch konnte die bayerische Festungsartillerie das Feuer wirksam erwidern, und der Marienberg blieb bis zum Waffenstillstand, der am gleichen Tage wie die erste Beschießung geschlossen wurde (26. Juli 1866), unbezwungen.
1871 waren auf der Festung über 5000 französische Kriegsgefangene untergebracht. Auch 1917 befanden sich etwa 80 französische, russische und englische Offiziere als Gefangene dort.
Am 30. April 1933 eröffnete auf der Festung Marienberg ein Lager für den freiwilligen Arbeitsdienst, das zunächst 200 vom Arbeitsamt vermittelte Arbeitslose aufnahm. Die Nationalsozialisten nutzten die Burg als „SA-Hilfswerklager, dessen wichtige soziale und erzieherische Aufgabe es ist, arbeitslose junge SA-Kameraden umzuschulen“. Der Hof der Marienberg sei zu „einer Feste des Gemeinschaftsgedankens geworden“.
Unter dem Oberbürgermeister Theo Memmel, unterstützt durch den bayerischen Ministerpräsidenten Ludwig Siebert, erfolgten umfangreiche Sanierungsmaßnahmen an der Festung Marienberg.
1938 eröffnete auf der Festung das stadtgeschichtliche Museum und unter Trägerschaft der Deutschen Studentenschaft und der Reichsstudentenführung das Institut für Studentengeschichte und Hochschulkunde.
Beim Bombenangriff auf Würzburg am 16. März 1945 wurde die Festung stark beschädigt und ab 1950 wieder aufgebaut.

## Architektur

Die Türme
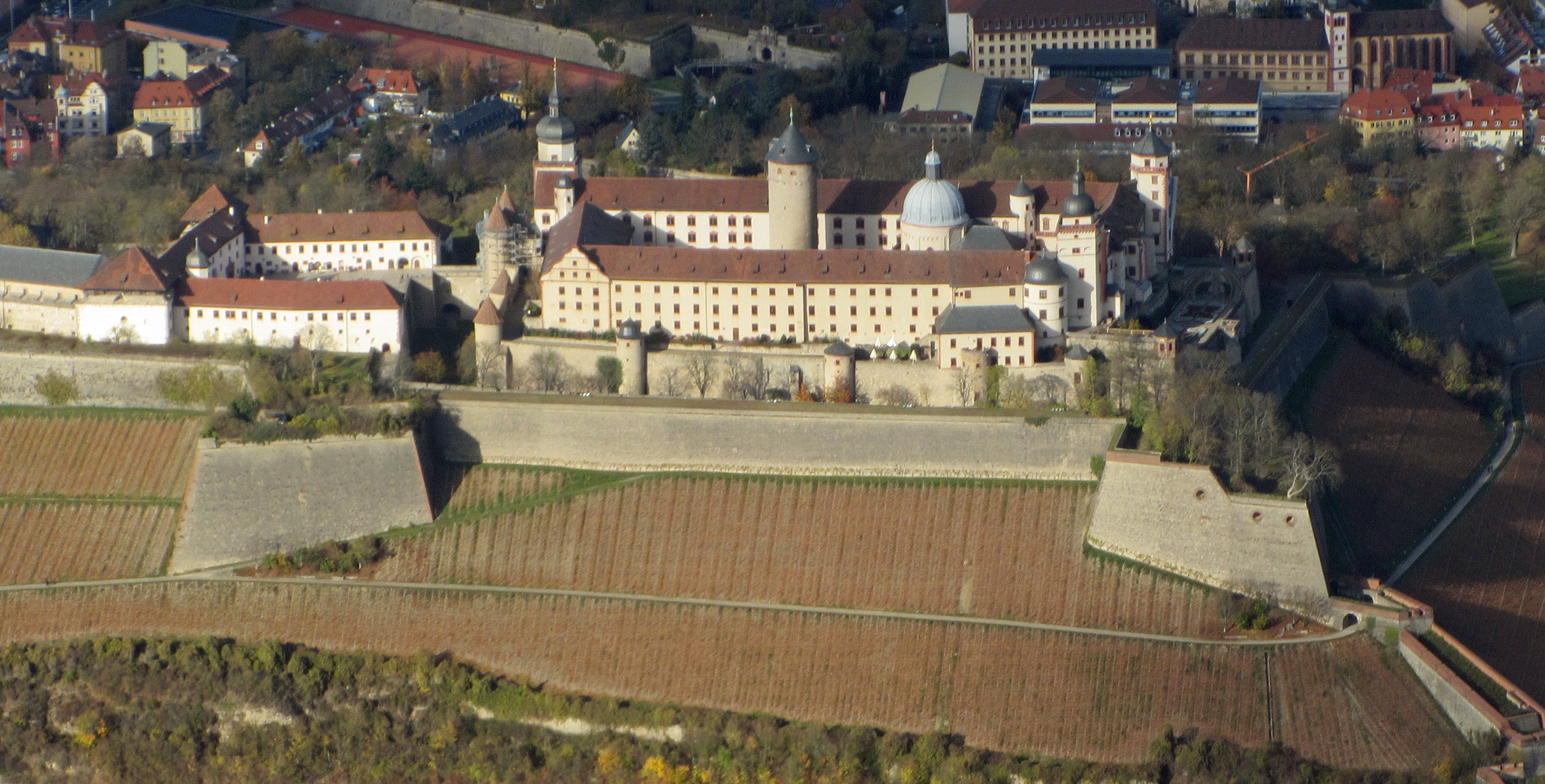
Luftbild Festung Marienberg
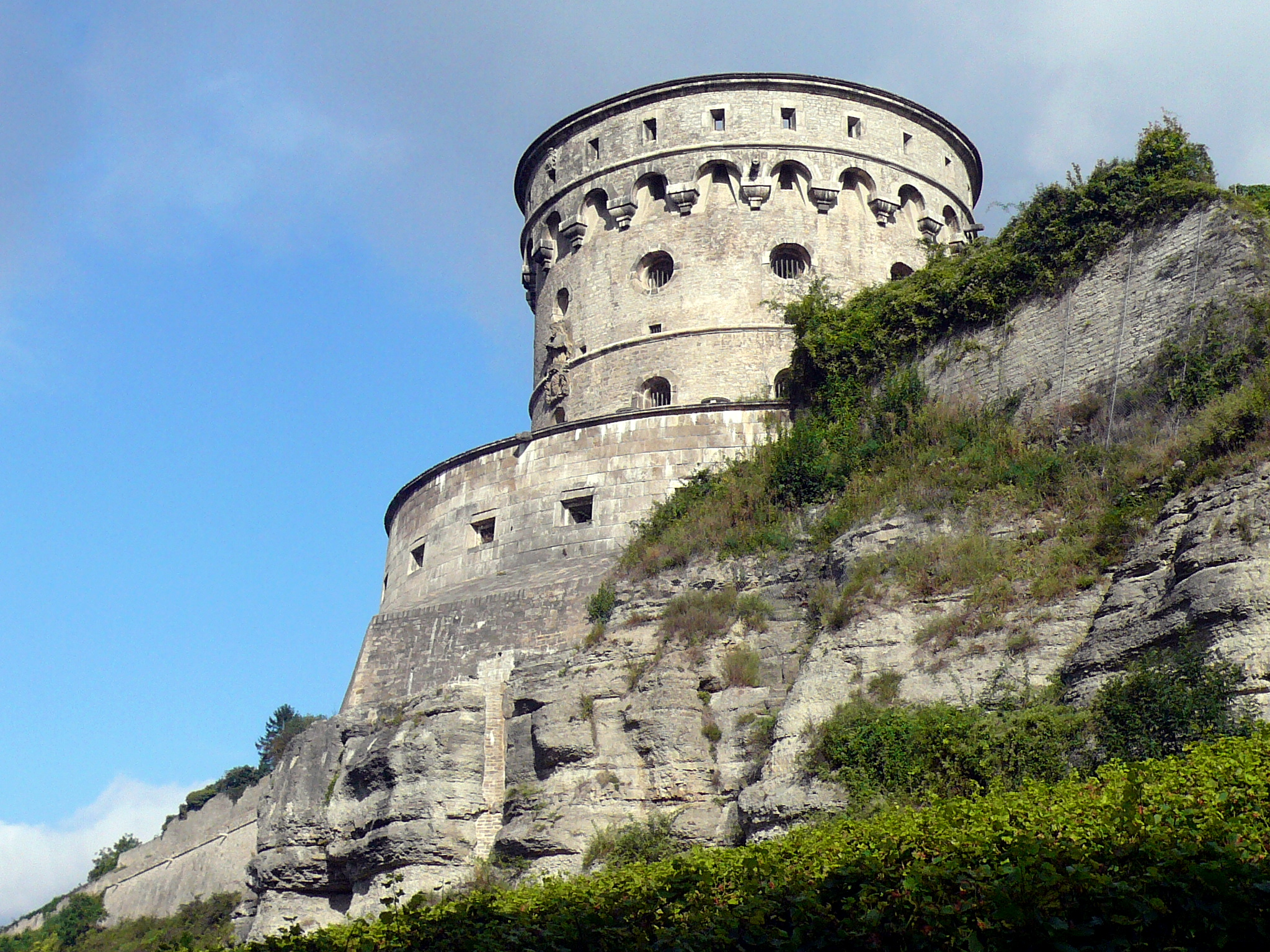
Maschikuliturm
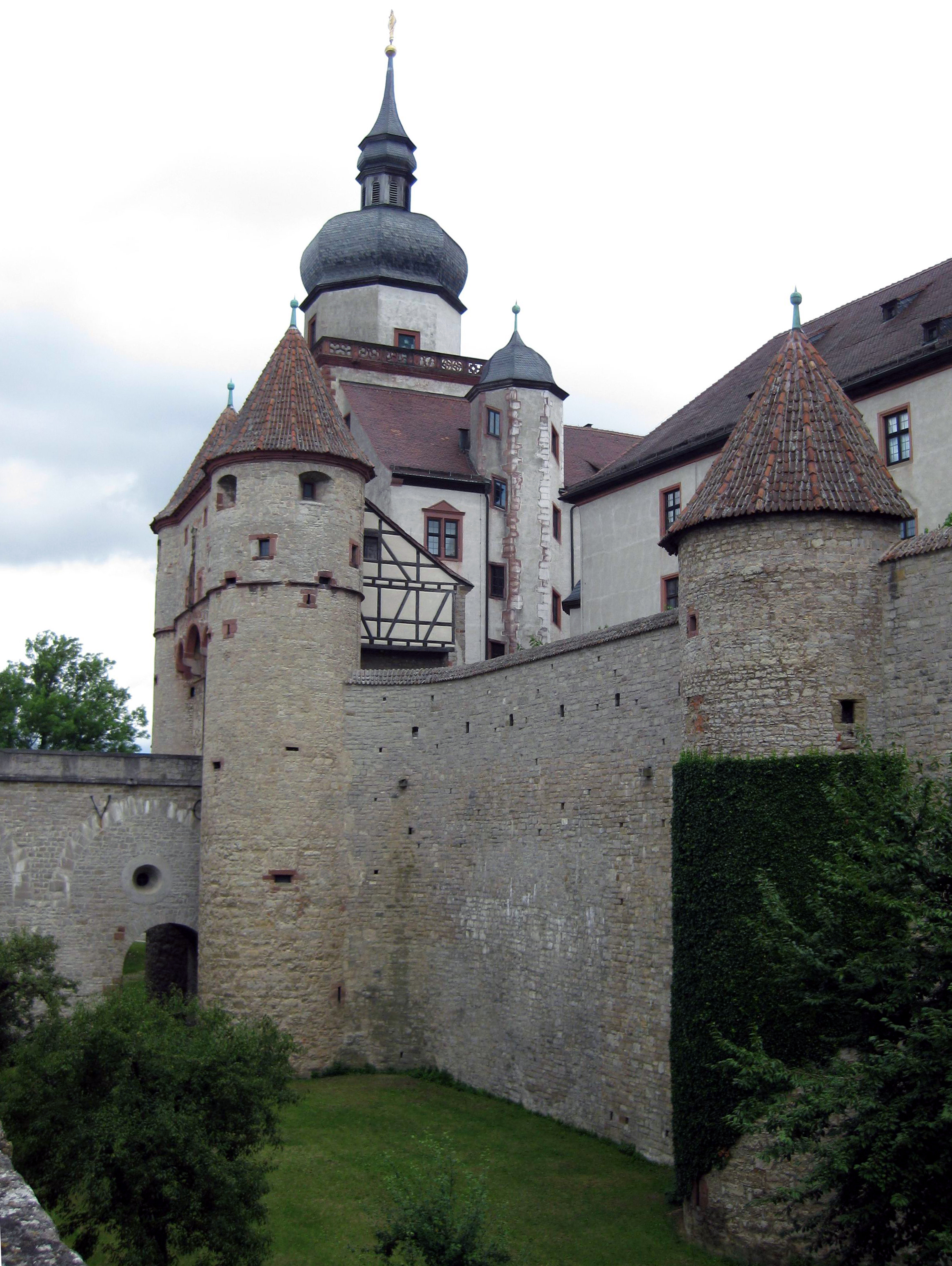
Scherenbergtor und Kiliansturm
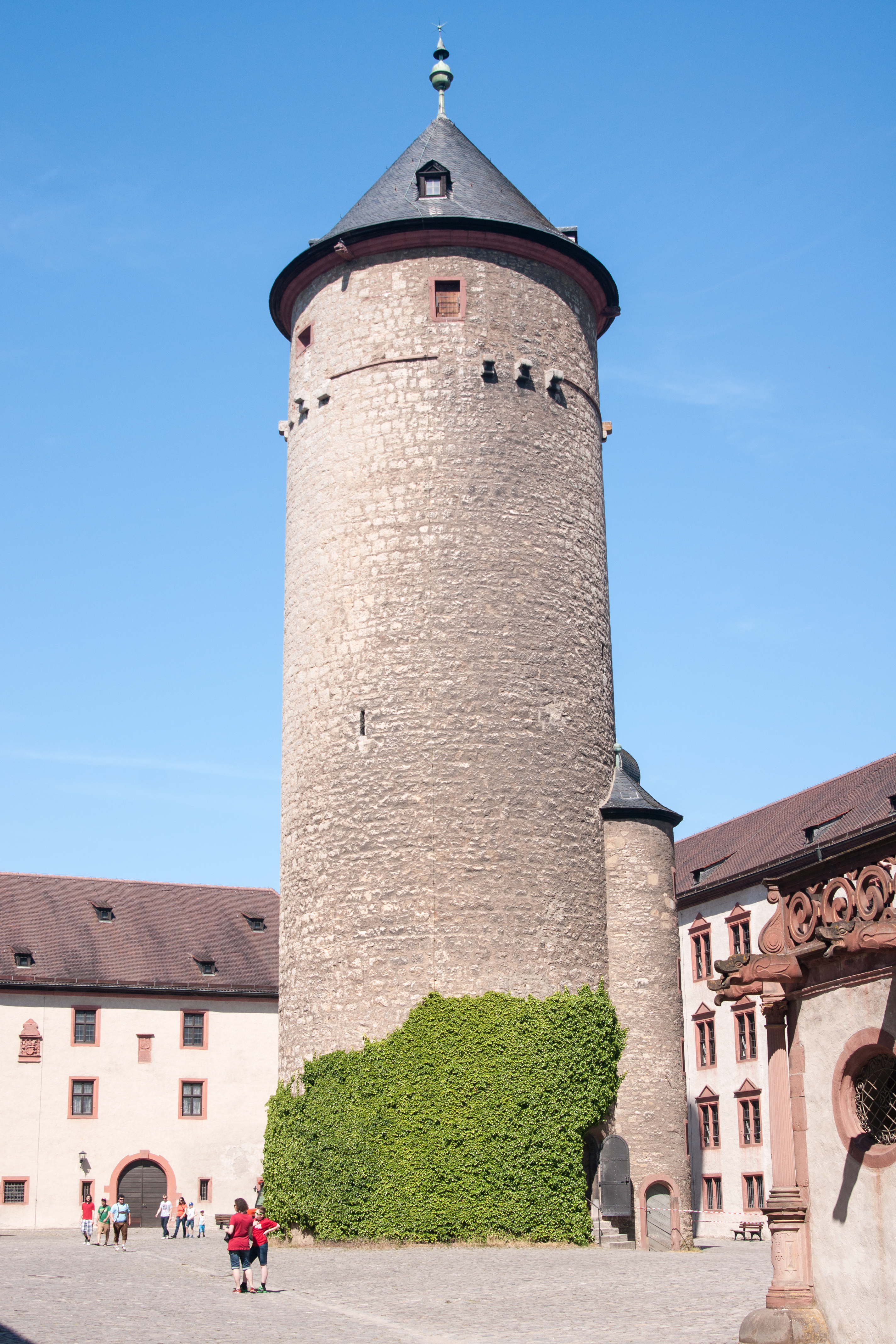
Bergfried der Festung Marienberg
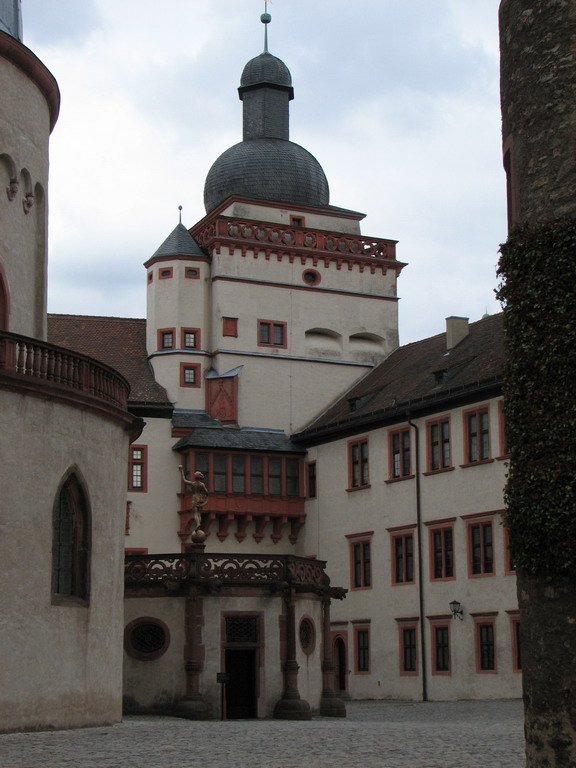
Randersackerer Turm
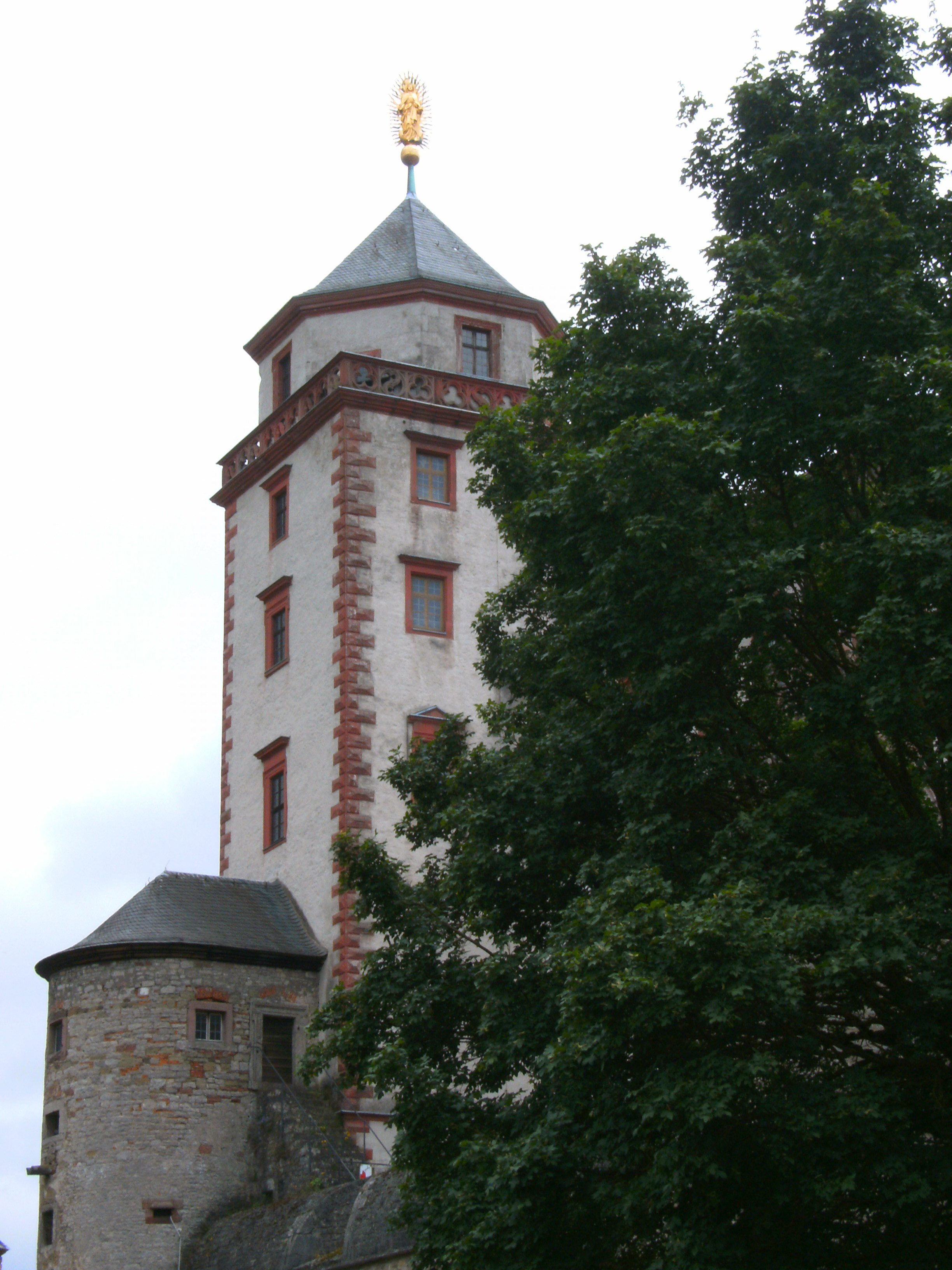
Festung Marienberg, Würzburg: Marienturm
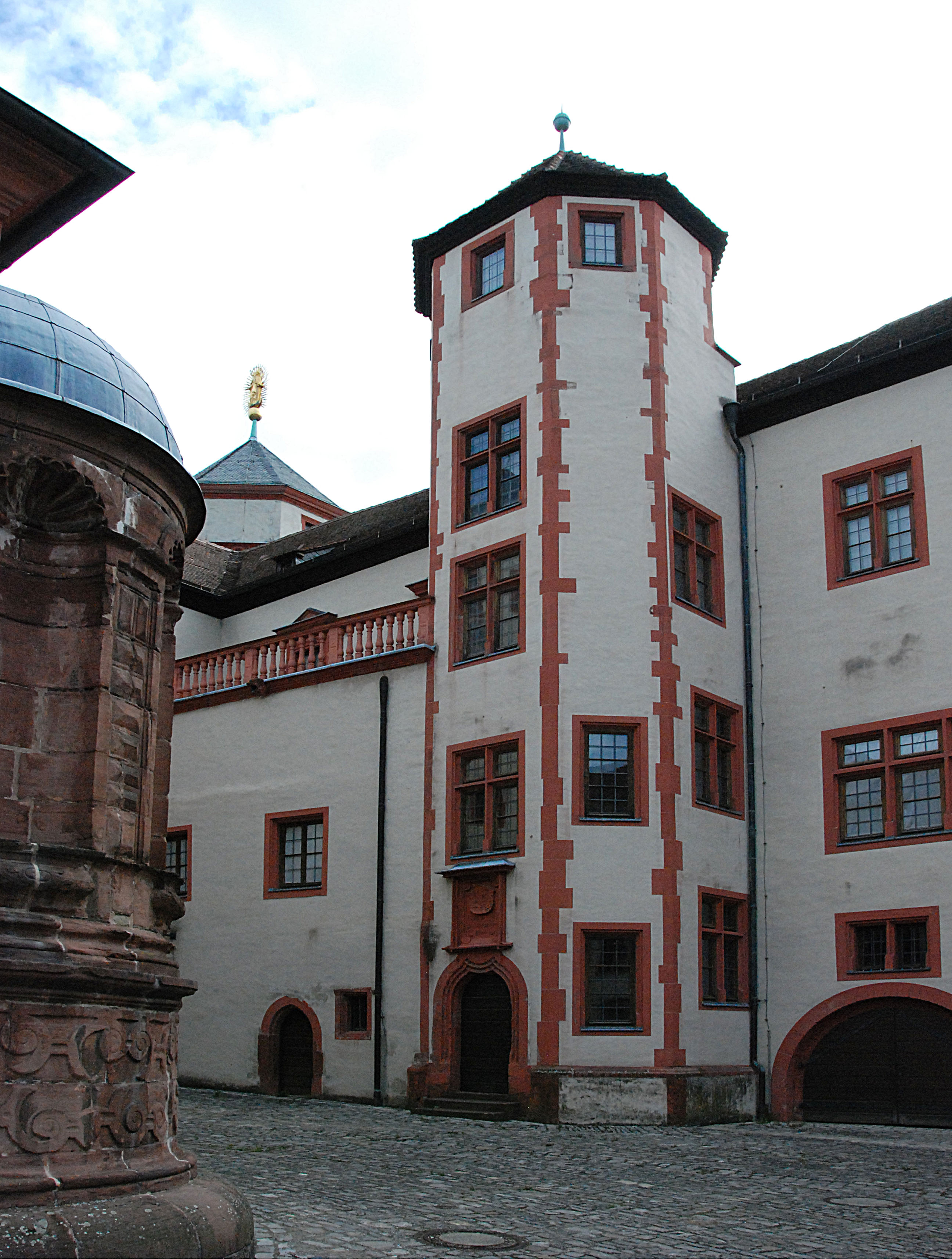
Bibra Turm (1511)

### Äußerer Burghof

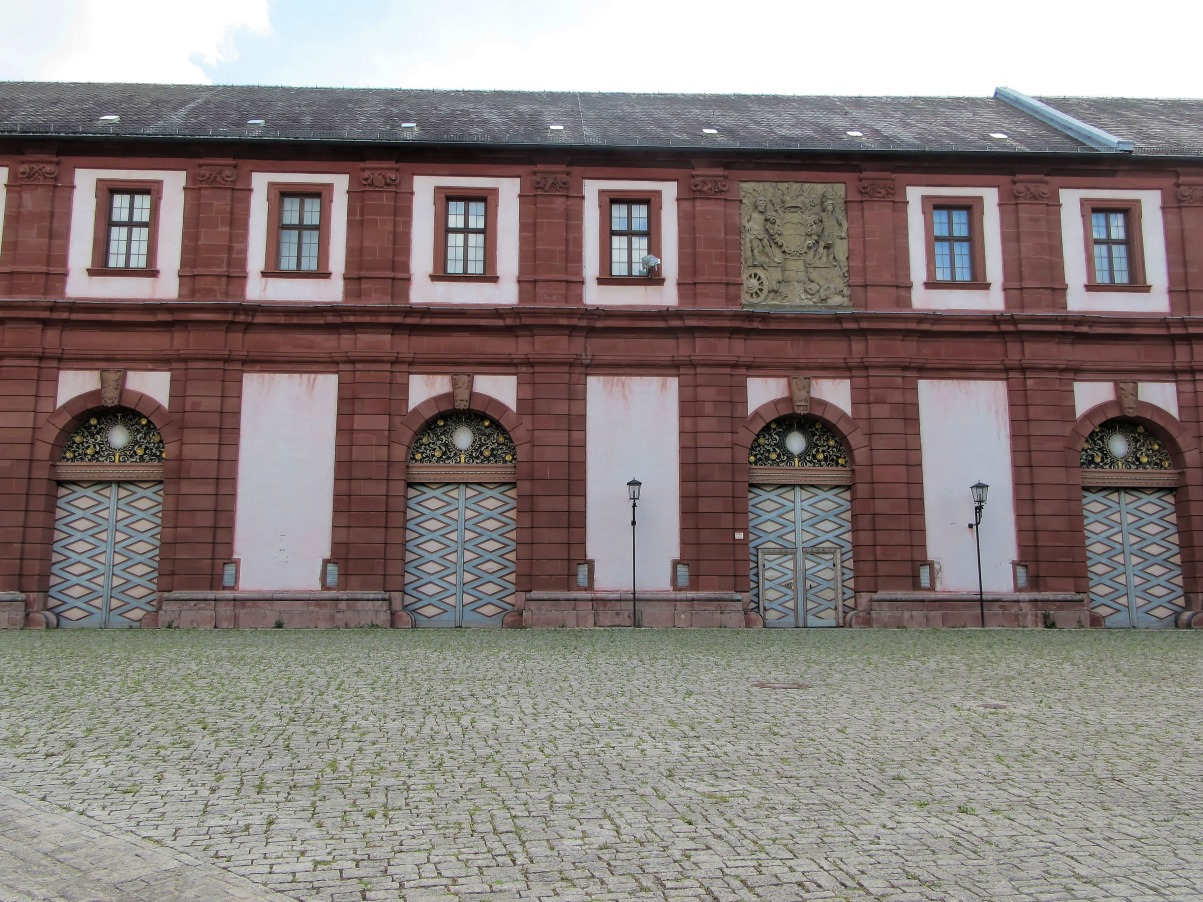
Neues Zeughaus, 1712

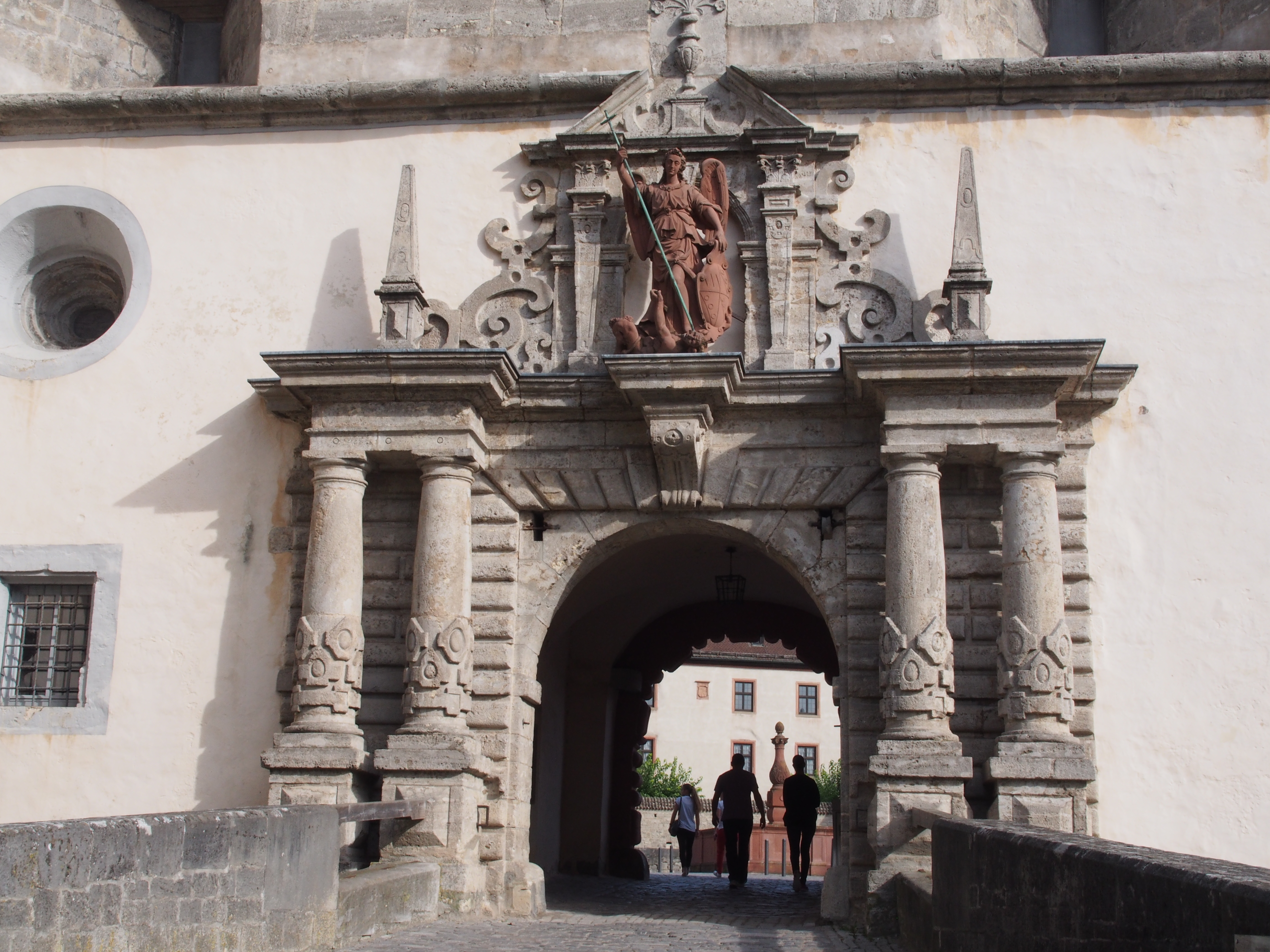
Echtertor (Michaelstor) vor der Echter-Bastei (1605/06)

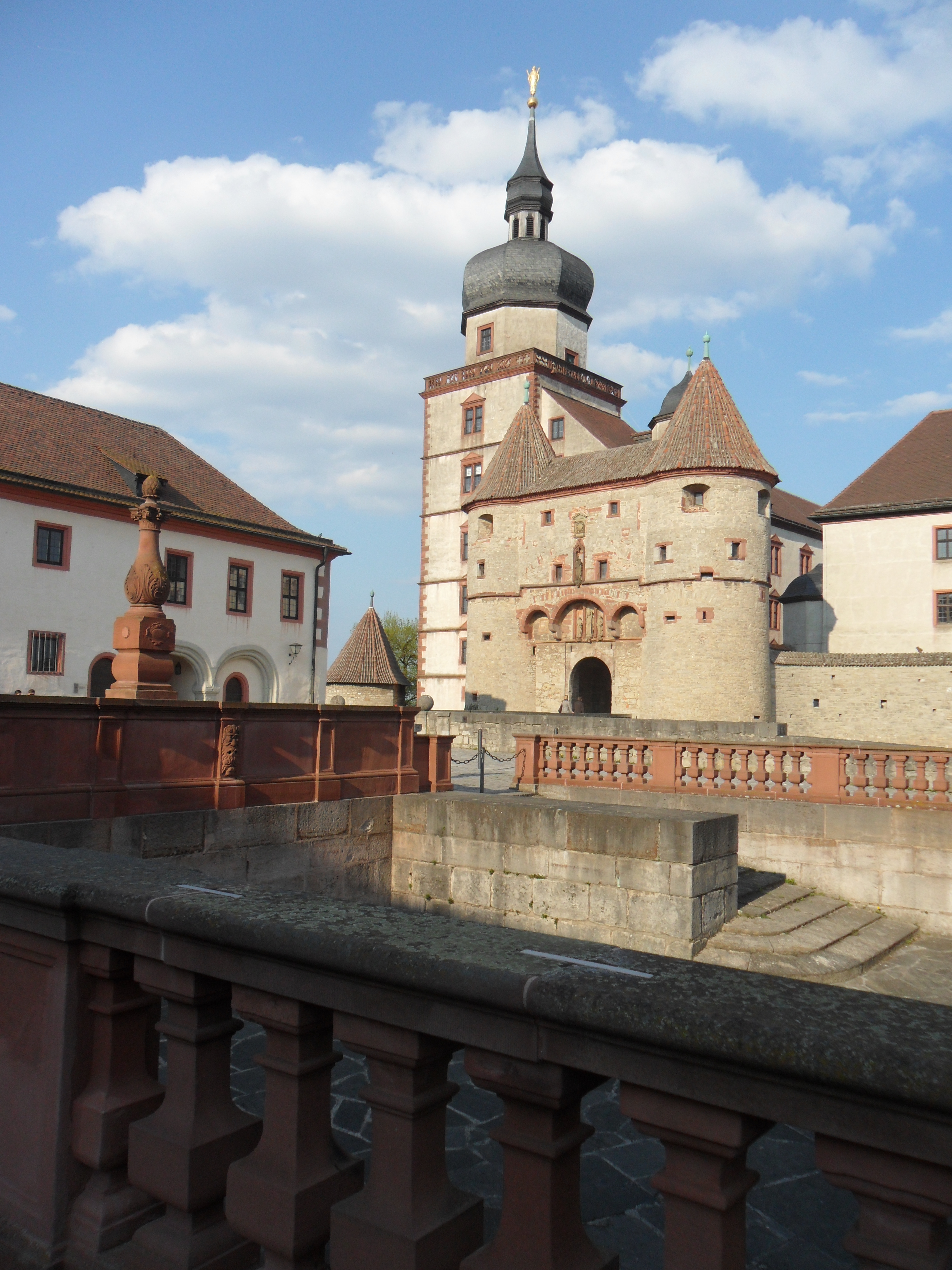
Pferdeschwemme und Scherenbergtor der Festung Marienberg

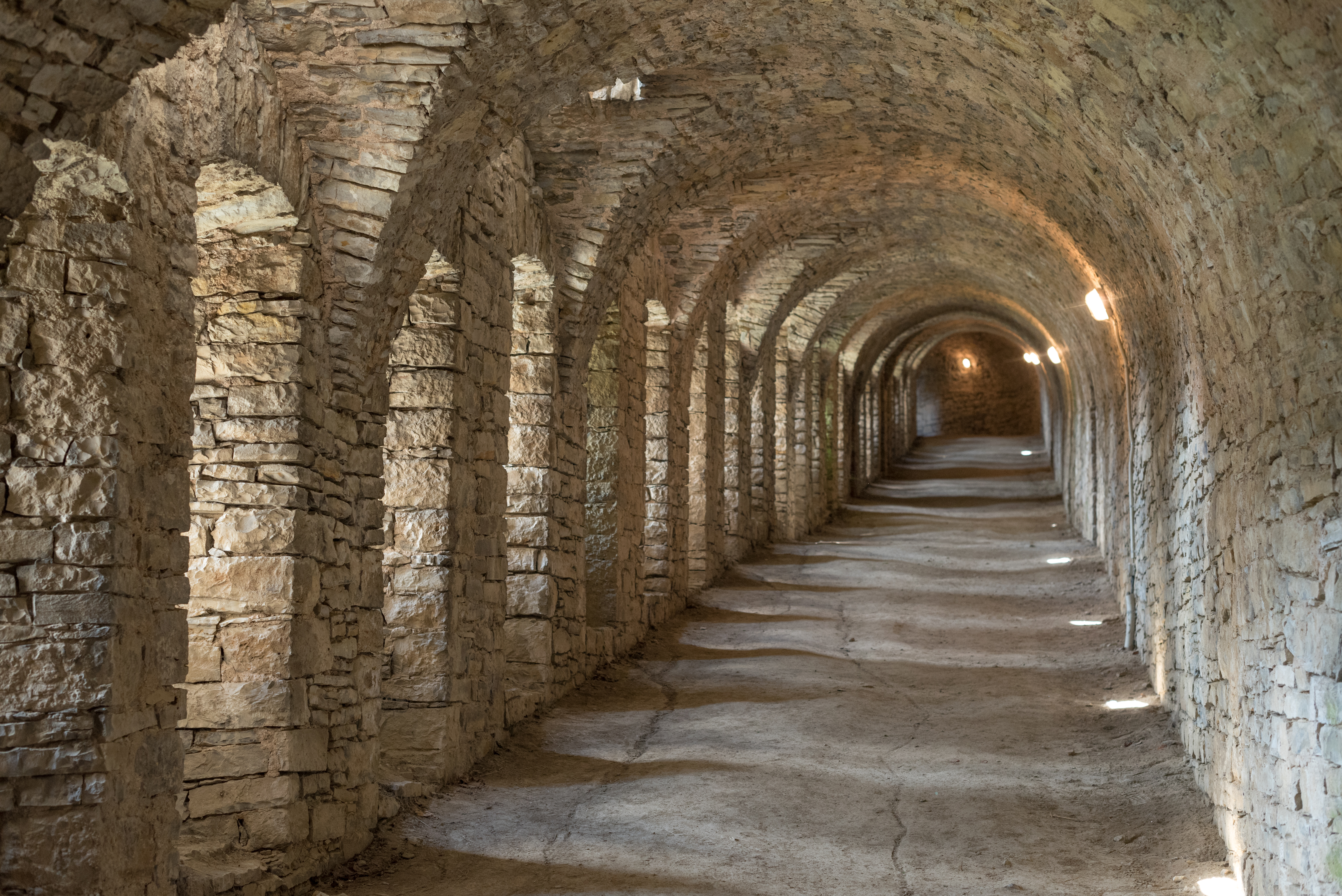
Kasematten

Rund um den äußeren Burghof befinden sich weitere Gebäude, darunter das von Andreas Müller entworfene, 1704 bis 1712 erbaute neue Zeughaus auf der Esplanade vor der Echterbastei. Die Burg ist von mehreren Basteien und weiteren Toranlagen umgeben, an ihrer Südseite liegt in den Weinbergen der Maschikuliturm, ein viergeschossiger Batterieturm, der 1728 von Balthasar Neumann erbaut wurde. Eine seltene Perspektive der Festung zeigt das Bild Blick auf die Veste Marienberg von Erich Heckel, das im Museum im Kulturspeicher bei den Würzburgbildern ausgestellt ist.

### Innerer Burghof
Die Berghöhe war bereits um ca. 1000 v. Chr. von den Kelten bewohnt, im 6. Jahrhundert nahmen die Franken den Hügel in Besitz. Laut Konrad Spindler (1983) bildete die „Marienburg“ auf dem Marienberg den nördlichsten Fürstensitz der frühen Kelten des Westhallstattkreises. Um 706 wurde eine erste Marienkirche errichtet, der merowingische Rundbau, der später mehrmals umgebaut wurde, ist eines der ältesten Gebäude Deutschlands. Die Kirche befindet sich im inneren Burghof, in dem sich auch der achteckige Brunnenbau und der runde, um 1200 erbaute Bergfried befindet. Damals begann Bischof Konrad I. von Querfurt die Burg zu befestigen.
Die den Burghof umschließende Burg wird an drei Seiten von Türmen begrenzt, dem Randersackerer Turm (Sonnenturm) im Südosten, den Marienturm im Nordosten und den Kiliansturm im Nordwesten. Auf dem Marienturm befindet sich das gleiche Bild der Maria im Strahlenkranz wie auf dem Turm der Marienkapelle am Markt (in Sichtverbindung). Durch das Scherenbergtor erfolgt der Zugang zum inneren Burghof. Um 1500 wurde die von Fürstbischof Lorenz von Bibra in Auftrag gegebene „Bibratreppe“ als Zugang zur Bischofswohnung im Fürstenbau errichtet und 1511 der neue Treppenturm fertiggestellt. Ab 1572 veranlasste Fürstbischof Julius Echter von Mespelbrunn große Neu- und Umbauten im Renaissancestil. Zwischen Scherenbergtor und dem Museum für Franken befindet sich das Außenportal der Echter-Bastei mit dem 1606 fertiggestellten Echtertor, über dem eine Statue des Erzengels Michael, dem „Reichspatron und Schutzengel der Gegenreformation“, angebracht ist.

### Fürstengarten

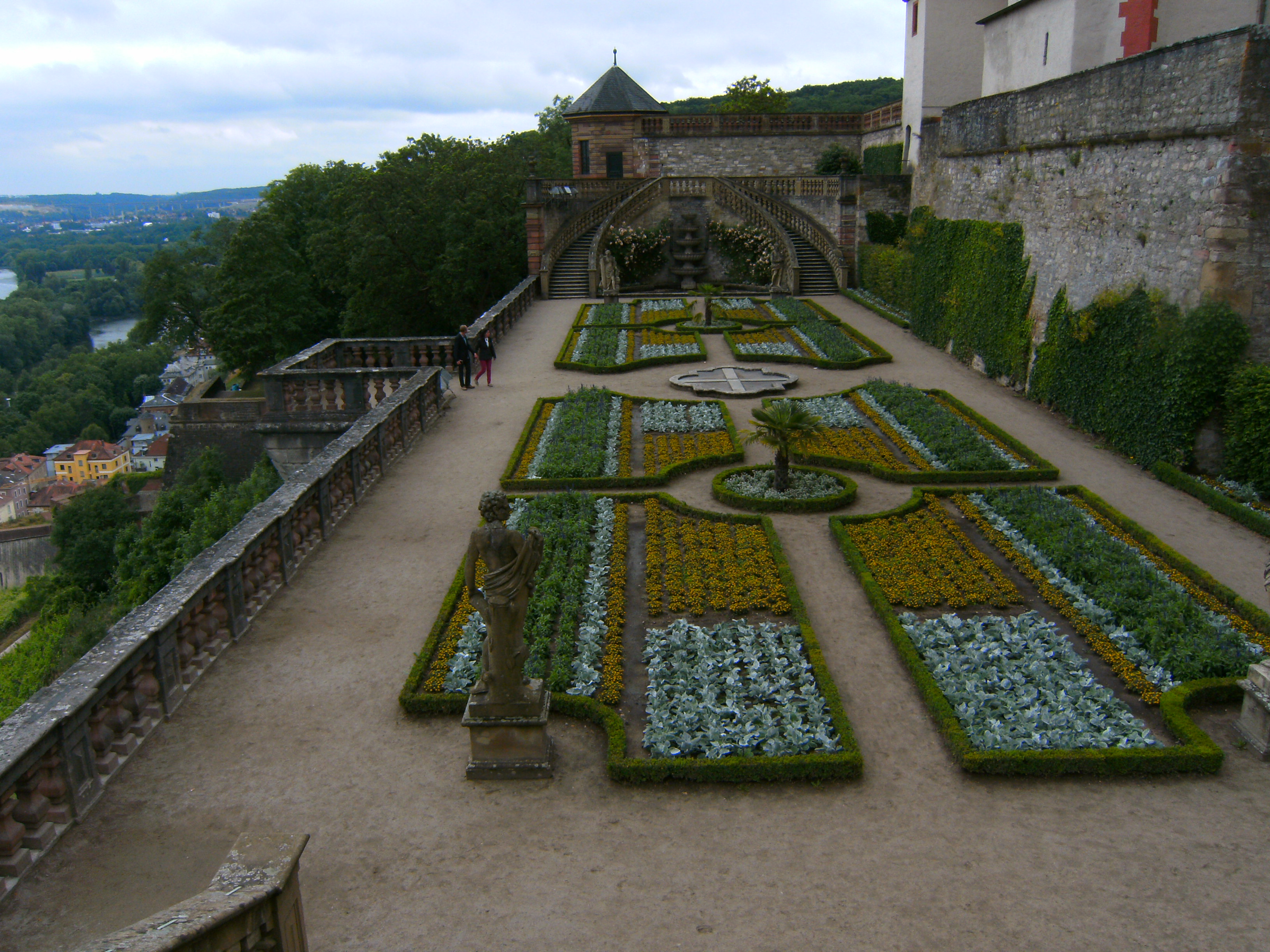
Festung Marienberg, Würzburg: Fürstengarten.

Der Fürstengarten ist eine Aussichtskanzel mit Garten am östlichen Ende der Festung auf einer ehemaligen Geschützplattform. Er wurde von 1650 bis 1700 im Stil der verborgenen Renaissancegärten Italiens („giardini secreti“) von Kurfürst Johann Philipp von Schönborn errichtet. Er ist vom innersten Burghof neben der Festungskirche aus zu erreichen. Er ist geometrisch angeordnet mit Brunnen, Beeten und Pavillons.

## Nutzung heute

### Museen
Die Festung beherbergt heute das Museum für Franken mit dem Fürstenbaumuseum. Außerdem befinden sich auf dem Gelände mehrere Gastronomiebetriebe (die Burggaststätten) mit Veranstaltungsräumen sowie einige Wohnungen, die von der Bayerischen Schloss- und Gartenverwaltung vermietet werden.
Unterhalb des Marienberges befindet sich das ehemalige „Spital zu den vierzehn Nothelfern“, später Hofspitalkirche, heute eine „Spitäle“ genannte Kunstausstellungshalle.

### Parkgelände
Innerhalb der weitläufigen Festungsanlagen, die bis zum Main reichen, wurde nach der Landesgartenschau von 1990 der Landesgartenschau-Park angelegt. Dazu gehört auch der nach Philipp Franz von Siebold benannte Garten bei der Friedensbrücke.

## Denkmalschutz
Der Baukomplex ist ein Baudenkmal.
Die Beschreibung lautet:

„Marienberg 239; Marienberg 240; Marienberg 241;
Festung Marienberg
Vor der Festung: Maschikuliturm
Nähe Festung; Oberer Burgweg 2: Aktennummer	D-6-6225-0377, Kurzbeschreibung	Archäologische Befunde im Bereich der frühneuzeitlichen Bastionärsbefestigung im linksmainischen Würzburg.
Festung Marienberg
- Für Immina, die Tochter von Herzog Heden II. und Theodrada, errichtete Heden im Jahr 700 ein Kloster auf dem Marienberg in Würzburg. Dort war Immina bis Anfang 742 die Äbtissin.
- Ab Anfang 742 war das Immina-Kloster, für 3 Jahre, der Sitz vom ersten Bischof Burkard.
- Ab 1253, unter Bischof Herrmann I. von Lobdeburg, war die Festung Marienberg die Residenz der Würzburger Fürstbischöfe.
- Im 14. und 15. Jahrhundert verstärkter Ausbau. Unter Julius Echter von Mespelbrunn (1573–1617) Umwandlung in ein bischöfliches Residenzschloss.
- Ausbau zur Festung unter Kurfürst Johann Philipp von Schönborn und seinen Nachfolgern durch umfangreiche Bastionärbefestigung ab 1650.
- Restaurierung 1936–1939. Wiederaufbau seit 1945.
- Hauptburg: Umfangreiches Geviert mit Ecktürmen, die Flügel im Kern mittelalterlich, vor und um 1600 durch Georg Robin, Wolf Behringer und Jakob Wolff d. Ä. erneuert;
- Im Innenhof:
  - Marienkirche, frühromanischer Rundbau mit Rechteckchor um 1600; mit Ausstattung;
  - Freistehender Bergfried, um 1200 Baubeginn unter Bischof Konrad von Querfurt;
  - Brunnenhaus, um 1600;
  - Die Hauptburg auf drei Seiten von einem türmebewehrten, mittelalterlichen Bering umschlossen, darin im Westen das Scherenbergtor;
  - Auf der Ostseite der barocke Fürstengarten vorgelagert, um 1650.

- Vorburg: Dreiflügelanlage mit Echter-Bastei, um 1600;
- Portal von Michael Kern, 1605;
- Pferdeschwemme. Zeughaus und Kommandantenbau, einen zweiten Vorhof umschließende Zweiflügelanlage, 1709–1713 unter Mitarbeit von Joseph Greissing (Sitz des Mainfränkischen Museums).
- Festungswerke im vaubanschen System ca. 1650 bis ca. 1730 von Michael Kaut, Johann Fernauer, Johann Philipp Preiß, Wilhelm Schneider, Giovanni Domenico Fontana, Andreas Müller, Maximilian von Welsch, Balthasar Neumann
  - Mit folgenden Bastionen: Caesar, St. Johann Nepomuk, St. Johann Baptist, St. Nikolaus, Mars, Bellona, Werda, St. Sebastian, St. Michael,
  - Sowie den Außenwerken: Frankenland, Reichsravelin, Teutschland, Teufelsschanze, Höllenschlund und dem Maschikuliturm.

- Tore:
  - Neutor, 1652/1653;
  - Schönborntor, 1649;
  - inneres Höchberger Tor, 1684;
  - äußeres Höchberger Tor, 1708;

- zwischen den Bastionen Weinbergsmauern, Trockenmauern, 17./18. Jahrhundert

Bayerisches Landesamt für Denkmalpflege“